# 鬼灯の冷徹
『鬼灯の冷徹』（ほおずきのれいてつ）は、江口夏実による日本の漫画作品。『モーニング』（講談社）にて2011年14号から2020年6号まで連載された。「全国書店員が選んだおすすめコミック2012」で1位を受賞した。2022年3月時点で累計部数は1500万部を記録している。2021年7月、第52回星雲賞コミック部門を受賞。
本作は日本の地獄の住人たちを中心としたブラック・コメディ漫画。それ以外にも神話・御伽噺・怪談などの登場人物が多数出演しており、日本に限らず海外の悪魔・妖怪なども登場する。

## 作品背景
本作の作者である江口は、両親の影響もあり『ゲゲゲの鬼太郎』や『悪魔くん』、『笑ゥせぇるすまん』、そして『まんが日本昔ばなし』などに親しんでいた。江口はナタリーとのインタビューの中で、「母が少女漫画がダメで、父はバトル漫画を好まず、二人そろって妖怪の漫画なら見てもいいよといわれた」と幼少期について振り返っている。江口の母は古典文学の教師だったため、神話や民話についても触れる機会が多く、『水木しげるの妖怪101ばなし』といった書籍を読む機会もあった。江口はナタリーとのインタビューの中で、『ゲゲゲの鬼太郎』の影響が大きいことを認めており、「おどろおどろしくもかわいらしく、毎回様々なキャラクターが出てくるので、退屈せず楽しめた」と振り返っている。江口は非ホラー作品からも影響を受けていることを認めており、特に『ドラえもん』については、教育的な要素の強いアニメ版と狂気的な要素をもつ原作との対比が、鬼灯に影響を与えているとしているほか、毎回最初のページ扉絵を設ける手法も本作に取り入れている。
高校で進路を決める際、江口は絵が好きだったことから美大へ行くことへ決め、日本の伝統美術に興味を抱いていたことから、日本画を専攻した。モチーフの並べ方や陰影の使い方、カラリングなどは日本画からの影響によるものであり、着物を着たキャラクターの構図は上村松園の女性図を参考としているほか、武将や着流しの男性は月岡芳年の作品をモデルとしている。また、江口はコンピュータゲーム『大神』を通じて古事記にも親しんでおり、古事記に登場する神々の人間臭さに親しみを感じていた。

### 連載前から終了までの経緯
本作は第57回ちばてつや賞一般部門佳作受賞作『非日常的な何気ない話』を元に、2010年に講談社の漫画雑誌『モーニング』にて『地獄の沙汰とあれやこれ』と改題して読み切りとして掲載され、2011年14号より『鬼灯の冷徹』に改題して連載される。
2014年35号より、作者である江口の体調不良のため、週刊連載から隔週連載に移行した。連載中に同社刊の『なかよし』にて、柴もなかが作画を担当する、獄卒のシロを主人公とした『鬼灯の冷徹 シロの足跡』が開始され、2016年1月号から2020年5月まで連載された。
2019年10月16日発売の2019年46号で「あと5話で完結です」と告知され、2020年1月9日発売の2020年6号で完結。江口は「読者様、担当編集様、モーニング編集部の皆様のおかげでここまで長く、そしてきちんと終わるまで続ける事が出来ました。大変幸せな恵まれた作品です」と感謝の言葉を述べている。

## 表現手法

### ストーリー・キャラクター造形
本作のストーリーは様々な方法で作られるが、作品の執筆にあたり「最初のネームで疑問に思ったことがあっても、初めに描いたことからぶれないようにするため、後から考えたことはネームに反映させないようにする」という方針を採っている。また、人気の出たキャラクターでも無理に出番を増やさないことも方針としている。
#連載前から終了までの経緯でも述べた通り、本作の主人公である鬼灯は、江口のデビュー作「非日常的な何気ない話」の一編である「鬼」の登場人物を基にしている。連載初期、主人公の鬼灯はあおり文などで「ドS」として表現されていたが、江口は「鬼灯は他人をいじめて悦ぶサディストではない」と考えており、関係者にはなるべくその言葉を使わないでほしいと頼むこともある。また、江口は一言ではなく丁寧な方法でキャラクターを表現することを心がけており、鬼灯が来た場面で他の登場人物が説明するような手法は避けている。江口はインタビューで、鬼灯の外見を流行り廃りのない美しさを持つ「神様の顔つき」を意識して造形したところ、美男子としてもてはやされて驚いたと振り返っている。さらに、江口は、「あまり完璧な人物を出さないほうが面白く、様々な顔の個性的なキャラクターが活躍する漫画が面白い」と述べており、たとえば石長姫についても原典通り醜女として描いている。また、「鬼灯の衣装は道服ではあるものの、扉に描く時くらいは着物らしさを演出したい」とも述べている。
本作に登場する動物の獄卒たちは、かわいらしさと怖さを併せ持っており、このことについて江口は「かわいいだけで飼うからペットを捨てる人が多いわけで、怖いこともちゃんと伝えなくてはいけない」ということを込めて描いている。
これらの獄卒の設定は江口の実体験を基にしている部分があり、例えばイヌの獄卒であるシロは、江口の幼少期の経験がもとになっている。また、ウサギの獄卒である芥子は江口が昔飼っていたウサギの一羽の逞しさがもとになっており、芥子が初登場回である「かちかぢごく」の中で糞を食べるかと発言する場面については、江口がウサギの食糞の習性を友達に話して引かれた経験が基になっている。

### ユーモア
江口は本作のユーモアに影響を与えた作品として、岡田あーみんの『こいつら100%伝説』と柴田亜美の『南国少年パプワくん』をあげ、「鬼灯が金棒を振り回すのは子どもには絶対まねできないので、やり切った方がまねする者が出てこないのではと考えている」と述べている。また江口は、漫画家になる前に勤めていた会社の上層部にやりたかったことが強いツッコミになったと述べているほか、言葉遊びやコントの中の知識の挿入はお笑いコンビのラーメンズから影響を受けたことを認めている。

### カラリング
江口はカラー原稿執筆の際、日本画を意識した色合いや配色のもと重ね塗りを用い、一つの系統の色で段階的に濃淡を変化させる繧繝彩色という手法も用いた。江口はこの手法を導入した理由について、「コピックのような高価な画材を買えず、安いカラーペンで描いていたため、色ムラを隠すために模様をのせていたところ下のムラが活きることに気づいた。コピックを購入できるようになった後もムラが気になり、それ以来毎回模様を入れるようになった」と述べている。
また、カラーイラスト集「獄彩絵画」に収録された第1話のカラー版では、扉ページに描かれた雲が隣のページにつながるという演出が施された。江口はこの演出を洛中洛外図に譬えており、荒木飛呂彦の影響も認めている。

## あらすじ
地獄では、戦後の人口爆発や悪霊の凶暴化により、亡者はあふれかえり、獄卒たちは人材不足に悩まされ、あの世は前代未聞の混乱を極めていた。そんな中、どこか頼りない閻魔大王に代わって地獄全272部署を治めているのは、閻魔大王に抜擢され、閻魔大王第一補佐官の座にまで上った有能な鬼神の鬼灯であった。鬼灯の幼馴染で衆合地獄主任補佐のお香、女癖が悪く、鬼灯に会うといつも張り合っている中国の神獣・白澤、お伽話としても有名な英雄の桃太郎とそのお供、新人獄卒の唐瓜・茄子などの個性豊かなメンバーと共に過ごす、鬼灯たちの日常を描く。
人にとっての地獄、それは鬼にとっての日常であった。

## 登場人物
主に各キャラクターの内容と担当する声優について記載する。特記なしはテレビアニメのキャストである者、☆は限定版単行本の付録であるオリジナルDVDのみの出演。アニメのエンディングのテロップに表記されていない場合もある。本作は兼ね役が多く、名無しの獄卒などのチョイ役・ガヤに至っては1人の声優が2人以上複数の役を演じている場合がある。

### 主要人物
鬼灯（ほおずき）
声 - 安元洋貴 / 幼少期 - 逢田梨香子
本作の主人公。閻魔大王の下で二代目の第一補佐官を務める鬼神。事務だけでなく現場調査もこなす非常に有能な補佐官で、鬼の中ではトップの地位にいる人物。三白眼で、額に1本の角が生えている。
自らの地位を「官房長官みたいなもんで地味」と言いつつ、「地獄一頑丈な閻魔大王を叩きつつ黒幕を務めるのが美味しい」としている。「ボール＝人にぶつけるという本能がある」と自称するほどの拷問（仕事）中毒である。常に冷徹な知恵者であり、鉄面皮で、上司にあたる閻魔大王にも制裁を加え、サタンやベルゼブブ、イザナミなどの上位者に対しても媚びることなく丁寧にさりげなく格下のようにあしらうなど慇懃無礼であり、誰に対しても情け容赦ない態度で接する。そのため、周囲から敬遠・畏怖されているが、人望はある。また、容姿端麗なため女性からの人気がある。天国に住む神獣・白澤とは不仲で、彼に対してだけは敵愾心をむき出しにするが、その姿は桃太郎が「年子の兄弟」と評する通り、大抵は意地の張り合いや妙な勝負事に終始する。また鍼治療などの東洋医学、特に民間治療にも詳しい。
ジブリマニアな一面もあり、ジブリ作品のフレーズを度々引用する。大食漢で、巨漢の閻魔大王とほぼ同じ量の食事を平らげる。好物はおにぎりで酒豪。一方で、辛いもの、トウモロコシ、プリンが苦手。動物好きで、現世出張の際には動物園に立ち寄っている。潜伏する際は「加々知（かがち）」の偽名を使い、角と尖り耳を隠すために帽子を被っている。趣味は自ら品種改良した金魚草の飼育で、コンテストで殿堂入りを果たした後は審査員を務めている。
鬼となる以前は人間であり、生まれは神代のころにまで遡る。みなしごだった幼少期に雨乞いの生贄にされて死亡した後、遺体に複数の鬼火が入り込んだ結果、鬼となった。木霊に導かれて地獄（当時は黄泉）に渡り、後述の烏頭や蓬、お香と友人として過ごしながら洞窟を改造するなどして自活していた。成人した後は中国で裁判制度を学ぶ。獄卒としての下積みを経てイザナミの後継の補佐官として抜擢され、閻魔大王の補佐官の地位に至る。名前の「鬼灯」は、黄泉に来たばかりのころに出会った閻魔から人間であったころの呼び名「丁」と「鬼火」を組み合わせてつけられたもの。
自身がみなしごという理由で馬鹿にされたり生贄にされたりしたため、「本人にはどうしようもない理由」で他者を非難・排斥するような者には、相手が懲りるまで徹底的に「対処」する。ただし、恨みの念の発露については茄子が「乾燥してる」と表現する通り分かりやすいものがほとんどである。また「怨念」という、普通はマイナス面に感じる部分を指摘されることに何の抵抗も無い。怒る理由もどちらかと言えば「周囲の者たちや自分が属する場所」を害されることに対してであり、自分自身が攻撃された場合についてはむしろ恬淡としていることが多い。
好みの女性については美醜に関係なく、矯正しがいのありそうな人、動物や昆虫に臆しない人。大人しすぎる女性、最初から素直に言うことを聞く女性には興味がなく面白みがないと思っている。異性に無関心という訳ではないが、仕事中毒の上に精神が仕事モードの時は無の境地に入ってしまうため、相手のモーションなどに反応することはほとんどない。
知識欲も旺盛で、自室の研究資料たる書籍類は膨大な数に上り、鍼治療の専門書や他国の地獄に関する書籍など様々な分野の資料も所有している。加えて手先も器用で料理上手、特に亡者を使った料理が得意。凝り性で、カレーを作れば三日以上かけたり、寿司の修行に十年以上費やしたこともある。なお、「脳みその味噌汁（=脳みそを使った味噌汁）」を笑顔で飲める女性がいたら、結婚しても良いと発言したこともある。
劇中では小柄な印象を受けるが、作者によるとそれは閻魔大王が大きいためで、実際は身長185センチメートルくらいのがっしりした体型をイメージしているという。愛用の金棒は15歳（相当）の時に競売屋から紆余曲折の末「タダで譲ってもらった」もので、インドや中国の「地獄」で長年使われてきた拷問道具からできており、いくら使ってもトゲが鈍らないという代物だが、金棒自身が相応しくないと判断した者が持つとトゲを足や尻で踏んでしまう事故が続く。また、地獄では武器の所持制限がないことから、ライフル銃を用いる場面もある。
表紙イラストなどでは煙管がトレードマークになっているが、劇中での喫煙シーンはあまりない。アニメではエピソード名表示の時に毎回描かれている。
閻魔大王 / 閻魔王（えんまだいおう / えんまおう）
声 - 長嶝高士
日本の地獄の王。現世の絵画等において、十王の中で最も大きく描かれている通り、巨漢である。そのため、便所や風呂場なども専用の物を用意されている。現世に来る際には165センチメートルほどに縮むというある意味「すごい変装」をしている。
伍七日に裁く裁判官かつ地獄の最高責任者。元は人間で、人類（日本人）最初の死者であるとされている。かつて亡者によって混乱の極みに達していた「あの世」を改革すべく署名運動を行い、後に自らが地獄の「王」となった。鬼灯の名付け親でもあり、彼を見出して補佐官に抜擢した張本人。
その一方、裁判の仕事中以外は全くと言って良いほど威厳のない呑気な人物。仕事が立て込んでくると鬼灯に仕事を丸投げしたり愚図ったりしており、テレビを見たりゲームに興じたりすることもある。そのたびに鬼灯から情け容赦ないツッコミとヤキを入れられたり、弄られたりしている。しばしば鬼灯や一部キャラからトトロ呼ばわりされるなどぞんざいな扱いを受けるが、時に文句は言うことはあっても最終的には根に持たず笑って許すなど、器は大きい。
作中では亡者に対し地獄行きを宣告した上で八大地獄（あるいは八寒地獄）の十六小地獄へ流刑先を決めているが、本来流刑先を決めるのは変成王である。

### 地獄

#### 主な獄卒
唐瓜（からうり）
声 - 柿原徹也
小鬼の新人獄卒でしっかり者。ツリ目で二本角。身長140センチメートル。背の低さから一見子どものようだが、小鬼としてはこれで成長が終わっており、青年である。
お香にベタ惚れで、将来はお香と同じ衆合地獄の獄卒になることを希望しているが、動機が不純であることから、このことに対しての鬼灯からの評価は芳しくない。仕事は出来るほう。敏感肌なので綿100%のパンツを愛用している。家族に昭和的な両親と、元ヤンの姉（後述）がいる。うっかり者の茄子の尻拭いをすることもしばしばである。杉本彩のような女性が好き。マゾヒストの節があり、妲己と荼吉尼からはそのケは感じると言われている。
茄子（なすび）
声 - 青山桐子
唐瓜の同僚。垂れ目で三本角。身長140センチメートル。唐瓜とともに「地獄のチップとデール」と呼ばれる。唐瓜とは同郷かつ同級生で互いの自宅も近い。また、唐瓜同様成長が終わっており、小柄な外見に反して青年である。唐瓜共々、鬼としては青年だが死んだばかりの亡者よりは年上。
思ったことはすぐに口に出してしまううっかり者だが、鬼灯はそれらを「良くも悪くも躊躇しない」獄卒向きの性格ではあると評価している。その一般常識やモラルなどを躊躇しない発言には鬼灯も素晴らしいと評価してる。その一方、母親は小さいころからヤンチャだった茄子には手を焼いていたようであり、茄子が学校で問題を起こしたか否かに関係なく学校に行き、校長に謝罪していた。
コンクールで受賞するほどの優秀な芸術の才能を持つが、生活を安定させるために獄卒に就職した。鬼灯からは芸術家として仕事を頼まれたりその観点から意見を求められたりもする。本人は将来は拷問用具などのデザインをする部署を新たに作ってそこで働く事などを考えている。
白澤から「剪紙成兵術」を教わり絵を実体化させる技術を習得し、白澤と芸術展でコラボを展開したこともある。
朧車の父（声 - 後藤ヒロキ）と小鬼の母（声 - 種﨑敦美）との間に生まれたハーフで、目は父親譲り、それ以外の容姿は母親似である。父親は気さくな性格、母親は美人で優しい性格をしている。一人っ子。

#### 三途之川
奪衣婆（だつえば）
声 - 真山亜子
三途之川のほとりで亡者の衣服を剥ぎ取る老婆。身長158センチメートル。常に賃金アップを訴えているが、相手の男性によって態度を変える。
釜茹で地獄の部屋をサウナとして毎日利用し、5時きっかりに裸のまま水風呂に入る。綺麗なヌードを撮ってもらうことが夢で、ヌード写真集を自費出版した。次はCDデビューをしたいと考えている。
懸衣翁（けんえおう）
声 - 千葉繁
三途の川を渡った対岸にいる番人で奪衣婆の亭主。いい年をしてアイドルのピーチ・マキにハマっているアイドルオタク。昔から仕事を放り出して遊びに行ってしまうため、現世の資料には記載されないことも多い。鬼灯いわく「明らかな職務放棄なのだが、古株過ぎて解雇しづらい」上に、技術職なのをいいことに後進に全く指導をしないことで番人の地位に居座り続けている。

#### 等活地獄
桃太郎ブラザーズ
元は桃太郎のお供であった動物たち。3匹とも一応霊力ある神獣。鬼灯の斡旋で就職した。最終回にて人事異動し、3匹とも太山王の第一補佐官見習いとなる。
シロ
声 - 小林由美子
白いイヌ。好奇心旺盛な天然。思ったことをすぐ口に出したり行動しては墓穴を掘ったり痛い目を見ている上にほとんど懲りないため、バカ、アホ呼ばわりされることが多い。
彼の中では閻魔大王やサタンよりも鬼灯の方が存在感が大きく鬼灯を恐れつつも懐いており、非番の日でも鬼灯の外出についていくことがある。地獄の図書室にある『桃太郎』の犬の絵がアフガン・ハウンドであることに納得いかないほか、花咲か爺さんの唱歌の歌詞に登場する犬の名前が「ポチ」であることにも不満を呈している。自分の品種が何かは不明らしい。
獄卒になってからは3匹の中でも目立って体型が丸くなっており、作中でも度々それを指摘されている。
柿助（かきすけ）
声 - 後藤ヒロキ
「チームのブレーン」を自称しているサルであり、それに相応しい思慮深い慎重派である。常にバンダナを首に巻いている。歯並びが悪く描かれている。600年前にカニの一家から傷害致死罪で訴えられており、カニの友人たちに懲らしめられたことがトラウマになっている。カニへの罪滅ぼしのため、地蔵に導かれて桃太郎のお供となった。カニに対する罪悪感と謝罪は本物だが、ところどころでカニにまつわる出来事に出会うことが多い。
ルリオ
声 - 松山鷹志
「ロケットランチャー」を自称するキジ。ルリオの歌は魅惑のチキルームで、聴いた者はつられて歌ってしまう。3匹の中では1番のしっかり者である。太ってきていることを気にしている。自身が慕うのはあくまで桃太郎だが鬼灯の能力は認めている。親を鬼ヶ島の鬼に殺されている。
キジは本来飛ぶことが苦手だが、ルリオは自分と同じく見た目と装飾がハデな鳳凰を見習って努力した結果、比較的自由に飛べるようになっている。

夜叉一（やしゃいち）
声 - 津田健次郎
《向こう疵の狂犬》の異名を持つベテラン犬獄卒。地獄生まれの地獄育ちで、顔に大きな傷痕がある強面だが後輩に対する面倒見は非常に良く、万引き犯をボコボコにしたマキを嗜めるなど気配りができる性格をしている。お局様のクッキーと結婚し、3匹の子犬が産まれてからは子煩悩になっている。息子たちの名前は夜叉太郎（声 - 横山智佐）、夜叉次郎（声 - 井澤詩織）、チー子。
クッキー
声 - 横山智佐
不喜処地獄の「お局様」であるメスのトイプードル。キツい性格をしているが、これは現世で生きていたころに繁殖犬として悪質ブリーダーに飼われ子犬を産まされ続けていた過去に由来する。夜叉一との結婚を発表し、寿退社後に3匹の子犬を産む。
人面犬
声 - 浪川大輔
現世でブームが去り、いたたまれなくなって地獄に移住した都市伝説の動物。顔はマダムキラーと評されるような美形だが、本質は犬の妖怪であり本能、およびそれに基づく言動も犬そのものなので、そのギャップも含めて周囲からは気持ち悪がられている。甜瓜の尻を嗅いで彼女に顔面を殴られて喉めがけて地獄突きをされ、お香とピーチ・マキの尻も嗅ごうとしたために、鬼灯や唐瓜に殴り飛ばされた。その後、漢がパーソナリティーを務めるラジオで自らの主張を繰り広げるが、甜瓜、お香、ピーチ・マキにはただの変態とみなされた。
コギット
声 - 佐藤はな
新入りの獄卒で、犬種はウェルッシュ・コーギー・ペンブローク。個人主義を理由に飲み会を断ったが、個人主義以前に犬であることを夜叉一に指摘され、彼に「口のきき方には気をつけろ」と説教された。
部長
不喜処地獄の上司獄卒のオスのドーベルマン。日本の明治大正時代に国際結婚した日本人夫とドイツ人妻の飼い犬で、日本語とドイツ語が堪能。
大俵（おおたわら）
黒色鼠狼処地獄の鼠獄卒の主任を務めるハツカネズミ。根の国で大国主命を助けた鼠であり、「おむすびころりん」に登場した鼠でもある。
アカ、クロ
声 - 長谷川芳明（アカ）、手塚ヒロミチ（クロ）
シロの同僚の柴犬（クロは黒柴）。血統書付きの純粋な柴犬では無かったため、捨てられた過去を持つ。
ゴールデンレトリバー
シロの同僚。和犬の足の短さや、和食の味付け、暖炉がない等不満を言う西洋かぶれ犬。日本育ち。

#### 衆合地獄
地獄太夫（じごくだゆう）
声 - 伊藤美紀
衆合地獄の主任。室町時代の遊女で自身の立場は前世の報いと「地獄」と名乗っていた変わり者で、同じく当時奇行で有名だった一休禅師の弟子だった。
普段は仕事に集中しているため、滅多に人前に出てこない。年一の定期報告で閻魔庁に来る時には美人との評判から騒ぎとなり、お香によるプロデュースの衣装に身を固めた花魁道中となっている。
お香（おこう）
声 - 喜多村英梨
二本角の妖艶な女性獄卒。衆合地獄の主任補佐。有能かつ優しい性格だがやや天然。着物の帯代わりに2匹のメス蛇を巻きつけている。身長168センチメートル。
元々はヒラ獄卒だったが、女性獄卒の大増員の際に鬼灯によって抜擢された。性格面の理由で「女性（性別メスの動物を含む）から嫌われない」という特徴を持っており、彼女が上に立つことで女性獄卒が大部分を占める衆合地獄が上手くまとまっている。抜擢した鬼灯も「人事成功」と自賛するほど。なお鬼灯とは神代からの幼馴染みである。
大の蛇好きで、寮の自室で多数の蛇を飼っている他、蛇獄卒候補のしつけも行っている。
金太郎（きんたろう）
声 - 羽多野渉
衆合地獄の用心棒。イメージを壊さないようにと、御伽噺などで描かれる姿と同様に前掛けを着用している（子供のころと違ってふんどしは締めている）。地獄の女性から理想の男性と思われている。「気は優しくて力持ち」を地で行く人物で、桃太郎や一寸法師のように周囲のイメージと自身とのギャップに悩むことはない。大荷物を持ったお年寄りや産気づいた妊婦など「ベタな困っている人」にめぐり合う天性を持つ。
拷問戦隊 ど助兵衛熟女団（ごうもんせんたい どすけべマダムス）
お香が企画・結成した「女性だけの拷問チーム（3人組）」。女王様風の仮面の女性は鞭、狐のお面の女性は鎖鉄球、般若のお面の女性は大包丁をもっている。なぜか大包丁をもった女性は2人の赤ちゃんをおぶっている。
どすけべ蛸（どすけべだこ）
衆合地獄に所属する大蛸の獄卒、「盂蘭盆地獄祭」ではジャンボたこ焼きに足が使われた。
小手毬（こでまり）
二本角の鬼。女性。私語を鬼灯に注意された（167話）。明言はないが、230話の写真にて衆合地獄で働いている姿が確認可能。レディース大雀蜂の「花蟷螂の小手毬」（169話）と同一人物。
十九巻の特別収録「面接」に彼女らしき女性が登場している。

#### 叫喚地獄
八岐大蛇（やまたのおろち）
声 - 下山吉光
かつては出雲地方に君臨していた大蛇、スサノオの命に倒された後に叫喚地獄付きの雑用係をしている。本人はツチノコのようにUMA認定されたかったが、怪物だからという理由で断られた。
隠し持っていた「八塩折の酒」を亡者に奪い取られたことにより、騒動を引き起こしてしまう。本人いわく「スサノオノミコトに倒されて以来のショック」だったらしく、鬼灯に対し「どうしても（酒が）飲みたかった」と漏らした。

#### 大叫喚地獄
芥子（からし）
声 - 種﨑敦美
如飛虫堕処で獄卒を勤める雌の兎。「じわじわ報復する」をモットーとしている。「簡易地獄」では特別顧問を務めている。鼻が良い。普段の言葉遣いは丁寧で、温厚な性格。耳の先に黒い毛がある以外は真っ白い体毛色。武器として櫂を背負っている。普段は黒い目だが、怒り心頭に発すると充血して真っ赤になる。
『かちかち山』に登場した兎で、生前自分を飼ってくれた老夫婦が狸（声 - 長谷川芳明）に嵌められ、おばあさんが殺された事件を知り狸に復讐を果たしてはいるが、未だにかつての恨みを引きずっており、「狸」のキーワードで怒りのスイッチが入ると温厚な性格が豹変し深層心理にあるストレスをぶちまけるため凶暴化する。紺本寺で狸のトラウマを克服すべく修行し、一旦は克服したかに見えたがやはり状況は変わっていない。衆合合戦の際には「迷惑をかけるといけないから」と出席を辞退した。
しかし、道端で狸に因縁をつけられたところを信楽太夫に取り成された際彼女の人柄に魅了され、「狸」の拒絶反応も起こらなかったことや自身が狸の友達が欲しかったことから、信楽太夫とは友人として交流するようになった。
「じわじわ報復する」をモットーとし、仕事に対して極めてストイックな姿勢で臨んでおり、日頃のトレーニングも欠かさないため、鬼灯からの信頼は厚い。自分より遥かに巨大な動物獄卒も難なく圧倒するなど戦闘能力も高い。
ぶっ飛んだキャラに親近感が持てるという理由でマキよりもミキのファン。好みの男性（雄）のタイプは「私より強くて鉄の如き殿方」で、鬼灯を兎にしたような雄が良いとのこと。
獄卒になる前は天国の桃源郷で働いていたが、上司である白澤の女好きを目の当たりにしたため、チャラ男（雄）が苦手になった。芥子味噌の作り方は、獄卒になる際に白澤から教わったものであり、後日『かちかち山』の事件にて火傷の狸の傷口にこの芥子味噌を塗ったとされている。なお、白澤が芥子味噌の作り方を教えた目的は辛いものが苦手な鬼灯への嫌がらせである。自身が『かちかち山』の当事者であることおよびその顛末は小判のインタビューにおいてその一部始終が明らかにされた。このインタビュー内において童謡『かちかち山』を鬼灯とデュエットしており、小判には「呪いみたいな混声合唱」と怖れられた。白澤からの教えで辛子味噌を作るときには常に最新の激辛唐辛子を使っており、座敷草鞋の一子と二子が興味本位で辛子味噌の制作途中でつぶあんを入れて作った激辛あんこを利用して山吹色の激辛まんじゅうを作るなど、鬼灯からは毎年唐辛子を使って新境地を開くのを楽しみにされている。
一寸法師（いっすんぼうし）
声 - 鈴木達央
本来は「目上の人を嘘で陥れた罪」により罪人として地獄逝きだったが、情状酌量により 受苦無有数量処で雑用係をしている。身の丈が普通の人間と同じサイズになっているため周囲から「元一寸」と呼ばれ、イメージのギャップに苦しんでいたが、同じ境遇の桃太郎と友人になることで解消した。

#### 焦熱地獄
瓜子姫（うりこひめ）
声 - 矢作紗友里
瓜から生まれた人間の女性だが、鬼灯曰く「鳥でもある」。桃太郎に対して親近感を持ち、ルリオを「鳴女（声 - 佐藤はな）の末裔」と称している。天邪鬼に殺された過去がある。天邪鬼な亡者を砂にする一心で焦熱地獄に就いており、聞いた柿助に「芥子ちゃん系統」と評された。
天探女 / 天邪鬼（あめのさぐめ / あまのじゃく）
声 - 小宮和枝
女神。人をイラつかせるのが性分で虚言癖があり、瓜子姫曰く「嘘つきで底意地の悪い奴」。インターネットの登場で性格がさらにこじれ、ブリっ子のような言動になった。最近の好きなものは(インターネットなどの)炎上。人の心を読む力があるが、その力を悪事にしか使わないため、焦熱地獄の亡者にとっては一番神経に来る逸材であり、他の獄卒達にも嫌われている。過去に瓜子姫を妬んで彼女を殺害、皮を被り瓜子姫になりすましていたが正体が発覚、激怒した瓜子姫のおじいさんとおばあさんに滅多打ちにされて死亡した。曲がりなりにも女神なので裁きの対象にならず、死後は罪滅ぼしとして焦熱地獄で働いている（鬼灯談）が、反省の色は無い。
色々な男に言い寄っているようだがその性格と強烈すぎる容姿が災いして無類の女好きである白澤も彼女を拒絶する始末である。

#### 八寒地獄
春一（はるいち）
声 - 山口勝平
最も過酷な摩訶鉢特摩（まかはどま）地獄に所属する雪鬼。八寒地獄の雪合戦では鬼灯と互角の勝負をするほど実力が高い獄卒で、頑丈さでは八寒の獄卒の中でも飛び抜けている。「摩訶鉢特摩のブリザード」という異名を持つ他、獄内雪合戦で新人獄卒達を次々と瞬殺することから「若い芽を摘むことにかけては一流」とも言われる。
記憶力が悪く、彼の人と成りの噂を聞いていた10人中9人が「ここまでとは思わなかった」と言うレベルの自由人。全裸になることに対して「譲れない誇り」を抱いているフシがあるが、公衆の場においてはギリギリ、パンツ一丁の姿で収める。そのことに対して「パンツはモラル」という価値観を持ち、その点で茄子と暗黙の一致をみているが、八大地獄で開催された大灼熱我慢大会においては暑さ（熱さ）に耐え切れずパンツすら脱いでしまい、ピーチ・マキに突っ込まれている。
思ったことを素直に口に出す性格ゆえか、天探女の名を思い出せない際に「あのブス」と素直に口に出してしまう。しかし本人は「ブス」という言葉に悪意は一切無く、客観的事実としてブスを捉えているだけでありブスについて論理的な解釈を披露してブスに対するフォローを試みるが、それが逆にブスに対する侮辱として周囲には誤解されて受け止められている。また、そうした見方ゆえにブスに対しては興味深い対象として「乙」であるという価値観を持っており、漫画やドラマにありがちな「磨けば光る」系の似非ブスに対しては感情を露わにして否定し、本物のブス（活きのいい天然物の素人ブス）に対する並々ならぬこだわりがある面を見せるが、そのことがかえって前述の誤解に対してさらに拍車をかけてしまっている。なお、本人は普通に美人好きであることを表明している。
語尾に「- だよぅ」をつけるのが特徴。
ポラリス
八寒地獄で獄卒を務めるシロクマ。春一と絡むことが多いが、いつも「クマ」と呼ばれている。

#### 地獄の門
牛頭（ごず）
声 - 山田栄子
地獄の門番を務める牛頭人身のメス獄卒。白澤に猛烈なアプローチと強烈なハグをかけて悶絶させた。友人に牛鬼がいる。牛頭の角は天界の薬膳鍋の材料の1つになっている。
馬頭（めず）
声 - 島本須美
地獄の門番を務める馬頭人身のメス獄卒。馬頭の蹄は地獄の天罰鍋の材料の1つになっているが、薬膳鍋と違い食用ではない。牛頭との相性とコンビネーションは絶妙で、「シンクロナイズドスイミングの大会で優勝したこともある」とのこと。

#### 記録課
葉鶏頭（はげいとう）
声 - 上田燿司
記録課の主任。ハゲ頭に二本角、やつれた顔と眼鏡が特徴の鬼。本人曰く、ひたすら文字と向き合う日々を送るうちに毛根が死滅してしまった。通称「ハゲィさん」。「ィ」を省略され「ハゲさん」と呼称されるとそれなりに傷つく。程度が病的とはいえ働き者なため、鬼灯のところにいる座敷童子からは懐かれ、仲がいい。
速くて達筆、加えて手だけ動いて他がブレていない様を「匠の狂気」と評された。カマ彦（後述）の弟で5人兄弟の次男で一番末っ子。芸能イベントショーなどのポスターの文字デザイン関係は葉鶏頭が企画を担当する。速読も得意。
倶生神（くしょうじん）
人間1人につき2人で担当し、男神「同名」は善行を、女神「同生」は悪行を記録する。現代では約2億5500万人いる。「小さいころ妖精さんが絵本を読んでくれたことありませんか？」という話は彼らによるものとされ、悪いことをしたら寝ている間にそっとコムラ返りにされることもある。一生見守っていたからといって記録を甘くすることはない。葉鶏頭曰く「あの世の007」。

#### お迎え課
お迎え三連星
お迎え課の職員で、通常業務を担当。3人一組で活動している。奪魂鬼が身体と魂を切り離し、奪精鬼が身体の生体活動を停止させ、縛魄鬼が身体が腐敗を始めるよう促す。これをやらないと、他者の霊が入り込んだ際に蘇生してしまうことがある。逆にショックや病気で魂が抜けただけの場合、これらの処理が施されていなければ本人の魂が戻れば蘇生できる。
奪魂鬼（だっこんき、声 - 長谷川芳明）
奪精鬼（だっせいき、声 - 三瓶雄樹）
縛魄鬼（ばくはくき、声 - 手塚ヒロミチ）

火車（かしゃ）
声 - くじら
生前に悪行を重ねて「裁判無しで地獄逝き」が決定した亡者を収容・連行するメスの化け猫。元々は「（人々から恐れられた）亡者を食べる化け猫」で、現世出張中の鬼灯にスカウトされて（後述）獄卒になる。
本来は「亡者を乗せる火に包まれた荷車」だったのが曳き手である化け猫を指すようになった。ただし、荷車から亡者が落下する事故が相次いだため、サイドカーを使用するようになった。その速さから鬼灯が視察の際に利用することもある。
スチームパンクやゲームの世界観が好きで、RPGにはまっている。
荷車を使っていたころに、酒を飲んで暴走することがあったらしい。
変成庁製猫語翻訳機（ニャウリンガル）を使ったところ、閻魔大王を「うまそう」と思っていることが発覚した。
荼吉尼（だきに）
声 - 田中敦子
お迎え課の責任者。現世では稲荷神を兼務している。尼頭巾を被り眼鏡をかけた女性で、鬼灯曰く「誰もが一度は妄想するイカン女教師」。お迎え課の新人獄卒が無駄なお喋りをして直属の先輩獄卒に見つかるなどして、荼吉尼の部屋に連れていかれると、お仕置きされ、男女獄卒がドM体質になってしまうという。お迎え課の部屋からは異様な悲鳴が発せられるので、他の課から戦々恐々とされている。
元々死期が近い人間の傍に近づき、心臓や血肉を食らう悪鬼で、生きている人間の精気も吸い取ることも可能。中国から日本に逃亡した妲己と出会い、意見が合致して一緒に行動していた。九尾の狐（妲己）の上に乗り、夜な夜な荒らし回っているところに、狐を連れた元祖・稲荷神の宇迦御魂（うかのみたま）( 声 - 種﨑敦美 ) から「キャラがかぶっている」と抗議を受けたが、そこに鬼灯が現れて双方の意見をまとめ、同時に火車と一緒にスカウトされた。
お迎え課となってからは、火車とは逆に生前に善行を重ねて「裁判以前に天国逝き」が決定したような徳の高い亡者を迎えに行く仕事をしている。
「世界悪女の会」のメンバーで、妲己やリリスと比べると常識的な性格のため彼女たちに対するツッコミ役となっている。

#### 技術課
烏頭（うず）
声 - 鳥海浩輔 / 幼少期 - 佐藤はな
鬼灯とは神代からの付き合いで茶髪と二本角の鬼。ガキ大将気質で、死後鬼となって黄泉に導かれた鬼灯に最初に声をかけた。
子供のころは悪戯好きで、無断で黄泉を抜け出して現世のサクヤ姫に会いに行くことを発案した。子供のころはお香のことが好きだったらしく、他愛もない悪戯を仕掛けていたが、当のお香には伝わっていなかった。
獄卒となっても勉強はからきしだが、昔から機械弄りが得意で現世の絡繰りなどを取り寄せては改造している。拷問器具には毒を取り扱うものも多いため、毒物・劇薬の取扱い免許も取得している。ただし、蓬曰く試験には14回落ちているほか、悪筆なうえ語彙に乏しく報告書が読めないため葉鶏頭を怒らせている他、注文書の字が判別しにくいとのことで取引先に勤めている甜瓜から直接文句を言われている（ちなみに自分の名前もしばしば「鳥頭」と書き間違えているらしい）。また、開発に熱中するあまり、資料室などで大声で技術討論をしてはよく鬼灯に叱られる。女性は巨乳派。
如飛虫堕処の鉄の狗の開発にも係わるなど腕前は一級だが、前述の通り勤務態度に問題が多く「フンコロガシ屎泥課」に2回左遷されている。
甜瓜とは最初はそりが合わなかったが、インディーズバンド「ヒステリックアオミドロ」のファン同士と知ってから意気投合した。
蓬（よもぎ）
声 - 水島大宙 / 幼少期 - 喜多村英梨
烏頭と同じく鬼灯とは神代からの付き合いで黒髪と三本角の鬼。子供のころは少し臆病な性格をしていた。昔から土偶集めにハマるなどサブカル好きで、漫画・アニメ文化に傾倒しており、『鬼卒道士チャイニーズエンジェル』の大ファン。
いつもは烏頭の無茶な技術企画を諌めることが多いが、女性型拷問器具の開発には積極的になる。女性は貧乳派。
烏頭が拷問器具や機械獄卒を企画・開発し、蓬が実用出来るように調整し、鬼灯が現場への採用を検討するのが基本的な流れとなっている。
平賀源内
名前のみ登場。浄玻離の鏡を改造したことがある。

#### その他の獄卒
上記以外に所属、あるいは所属が明らかでない獄卒たち
河童（かっぱ）
第38話に登場。
チュパカブラ
プエルトリコから出稼ぎに来たUMA。血を吸う仕事に就いている。
葱（ねぎ）
経理課所属。二本角の鬼。男性。木のようなもっさりとした髪型をしている。
酒呑童子Jr.（しゅてんどうじジュニア）
酒呑童子の息子。新卒の獄卒。泥酔して道端で熟睡していたところを烏天狗に注意され、鬼灯の制裁を受けた。

#### 罪人
貞子（サダコ）
悪霊。等活地獄から茄子が持ち込んだワンセグ経由で脱走した際、テレビから出てきたところを捕まった。
民谷 伊右衛門（たみや いえもん）
声 - 手塚ヒロミチ
烏天狗警察から指名手配されていた亡者で、現世で妻に呪い殺された事件はのちに四谷怪談のモデルとなった。目元の涼しげな美男子だが、ネコバスと勘違いして朧車をジャックした挙句、売上金強奪を目論むなどかなりのロクデナシである。名前の一部が第1話に登場している。
正太郎（しょうたろう）
「吉備津の釜」の登場人物。妻・磯良から受けた恩を100倍くらいの仇にして返し、さらに100倍くらいの恐怖で返された。吼吼処（こうこうしょ）地獄で服役中。

#### 賽の河原
地蔵菩薩（じぞうぼさつ）
声 - 小桜エツ子
閻魔大王の化身である直属の部下。普段は現世の山のいたる場所にある石地蔵に宿り、閻魔大王の要請を受けて賽の河原に派遣され、子供たちを転生させる。本来は閻魔が「ムチ」、地蔵菩薩が「アメ」の顔とされるが、シロからは「鬼灯がムチの化身」「菩薩が仏、鬼灯が鬼、閻魔が中間」と言われてしまっている。
あの世に来た際には閻魔殿の中や周辺の屋外など、適当な場所で「立ったまま」休んでおり、雪などの悪天候時に蓑笠を懸けてあげると、お返しをしてくれる。
なお地蔵菩薩と閻魔王のように、菩薩や如来と十王とは各々対応し、セットになっている（十王の項も参照）。
木村 碼紫愛（きむら めしあ）
声 - 南央美
賽の河原のガキ大将。7歳の時に食いすぎが原因で死亡した。子供たちを率いて反乱を目論むも、鬼灯の取り出した注射で敢え無く敗退する。後に現世に小百合という女の子として転生する。
佐々木 桃羅流（ささき もらる）
声 - 冨岡美沙子
賽の河原で反乱に参加した子供たちの1人。名前どおり人一倍のモラルはある女の子だが、生意気で人を苛立たせる話し方をしている。

#### 烏天狗警察
源義経（みなもと の よしつね） / 牛若丸（うしわかまる）
声 - 梶裕貴
烏天狗警察の職員で、身長は159センチメートルと小柄である。「現世で義経が自害した」と聞いた僧正坊（声 - 佐々健太）の推薦（憐み）で烏天狗警察に勤務する。中性的な美少年の姿をしており、その美貌から雑誌の表紙や烏天狗警察のポスターをよく飾っているが、一指揮官としても実力を発揮している。自分の非力さに対するコンプレックスとマッチョ願望があり、その価値観から実際にそれを得たサタンに憧れる一方、プロテインにアレルギーがあり、飲むとじんましんが出る。相撲取りになるのが生前からの夢。本編登場前に第6話で『週刊三途之川』の表紙に登場したことがある。既婚者。
武蔵坊弁慶（むさしぼうべんけい）
声 - 後藤ヒロキ
烏天狗警察の寮舎の寮長を務める破戒僧。肉料理が得意。何でも我慢しがちな性格なのに、戒律を守れず破戒僧になったことを鬼灯に突っ込まれている。

#### 十王・補佐官
秦広王（しんこうおう）
声 - 松山鷹志
初七日に裁く裁判官、三途の川の手前で罪に対する嘘の有無を審議している。「秦広王の方が閻魔大王っぽい」と言われている。骨董集めや蕎麦打ちにハマっており、秦広庁には彼が集めた皿や壺がたくさん飾られている。
小野篁（おの の たかむら）
声 - 井上剛
秦広王の第一補佐官。平安貴族にあるまじき天然パーマの持ち主で、のんびりとした顔つきだが性格はかなり天然。妻帯者でもある。生前に六道珍皇寺の井戸から地獄に迷い込み、獄卒に間違われて数日過ごした末、現世の内裏に視察に行こうとした鬼灯と利害が一致して短期間だが立場を交代していたことがある。その際に危篤状態で審議中だった藤原良相に地獄にいるところを目撃される。後に彫った閻魔大王像がたまたま秦広王に似てしまったため、秦広王を見た亡者の大部分が彼を閻魔大王と勘違いするようになった。鬼灯には「井戸に関しては番町皿屋敷と貞子よりも古い」と呼ばれ、自らも「貞子の次に井戸が似合う小野篁」と井戸にこだわりをみせる。

初江王（しょこうおう）
声 - 佐々健太
二七日に裁く裁判官。秦広王の裁きを受けた亡者が、その裁きに応じた努力で三途の川を渡ったかを審議することに加え、生前に関わり合いのあった動物（ペット）が呼ばれ、その亡者について証言をする。仙境に住んでいたころから動物によく好かれ、自身も大変な動物好きで、初江庁の獄卒はほとんどが動物である。ただし、白澤の書いた絵を猫と判断したり、宋帝庁の漢を可愛いと言ったりするなど、一般的に思われている「『可愛いもの好き』を理由とした動物好き」ではなく、鬼灯からは「動物愛護というより動物の変態」と呼ばれている。その動物好きから、桃太郎ブラザーズをスカウトしたが断られている。また、初江王が前例として成立していたことから、誰も鬼灯による動物獄卒の採用強化策を止められなかった。
パン吉
声 - 手塚ヒロミチ
初江王の第一補佐官を務めるパンダ。名付け親は初江王。千年前の和漢親善競技大会で妖術と頭脳テストの両方で入賞したことを機に、初江王にヘッドハンティングされた。外交が得意。
宋帝王（そうたいおう）
声 - 鈴木琢磨
三七日に裁く裁判官、邪淫罪の疑いを審議する。白いあごひげを蓄え、赤い帽子をかぶっているが、その風貌は補佐官の禊萩同様「サンタクロースとトナカイ」に間違えられることが多い。
禊萩（みそはぎ）
声 - 長谷川芳明
宋帝王の第一補佐官を務める鬼神。一般の鬼獄卒から実績を積み重ねて鬼神に昇進しており、鬼灯曰く「なるべくしてなった補佐官」。ただし、冷え性のため神鹿（しんろく）の角をつけたコートを着用しており、その風貌から宋帝王と並ぶと「サンタクロースとトナカイ」に間違えられることが多い。また、40年ほど前からは現世の年末名物の客引きに間違えられることも多く、プレゼントとして恩赦を求められることもしばしばある。宋帝王も鬼からはサンタの格好をしていると勘違いされるようになってきており、ある年の新年会では2人揃って「次はいっそクリスマスパーティーやろうか」と自虐するまでになっている。また、宋帝庁自体マスコミなどの取材が滅多に無い地味な存在であることに加え、自身の顔がモブそのものの地味な外見であることについても悩んでいる。恋人は衆合地獄に勤めている弟切の娘であり、無事に結婚した。
漢（かん）
声 - 若本規夫
亡者の証言の真偽を見抜くため衆合地獄から派遣されているオス猫の獄卒。男性亡者の目の動きを分析して真偽を確認し、有罪の場合は亡者の急所に噛みつく。代々宋帝庁に住み、亡者の審議をする家系の五代目に当たる。エジプト冥界の女神バステトの部下の子孫である。ゴーイングマイウェイを地で行く性格で、笑いの沸点が低い。ハンカチ落としが大好き。猫であるが何故か二足歩行をしており、ダンスを踊ったりすることもあり、一度経費で移動用としてセグウェイを購入している。猫獄卒が集まる集会ではいつも司会を務めているが大抵グダグダで終わる。取材によって注目され、ラジオのパーソナリティーに抜擢された。
艶（えん）
声 - 斉藤貴美子
亡者の証言の真偽を見抜くため衆合地獄から派遣されているメスの蛇の獄卒。女性亡者の匂いを分析して真偽を確認する。マイペースな漢に「おっかない」と言わしめる勝気な性格だが、仲はいい。

五官王（ごかんおう）
声 - 佐藤奏美（第1期）、本名陽子（第2期）
四七日に裁く裁判官、亡者の罪の重さを量る。若い女性の姿をしており、その美貌からマスコミによく取り上げられている。
樒（しきみ）
声 - 坂本千夏
五官王の第一補佐官を務める、一本角にふくよかな体型の女性鬼神。とても面倒見がよく、獄卒から母親のように慕われている「肝っ玉補佐官」で、五官庁の食堂のレシピも全て考案しており、得意料理はハンバーグとから揚げである。罪を量る時は「業の秤」に亡者と分銅代わりの巨岩を投げ入れ、亡者の方が重い時は有罪とみなされ、「お尻叩き百回」の罰を下す。当初は母性的な態度から、シロやエジプトから視察に訪れたアヌビスになぜ補佐官をしているのかと思われたが、罪を量るときと罰を科すときの様子を見せて納得させた。
秤マニアで、アヌビス神と意気投合していた。
禊萩と同様に平獄卒からの叩き上げ補佐官。獄卒時代は「高速千切りの鬼」と呼ばれ、そのあまりの手際の良さから着実に昇進したという経緯を持つ。

閻魔王（えんまおう）
伍七日に裁く裁判官、詳細は「主要人物」の節を参照。
鬼灯（ほおずき）
閻魔大王第一補佐官、詳細は「主要人物」の節を参照。
麻殻（あさがら）
閻魔大王第二補佐官を務める、二本角でいかつい容姿の男性鬼神。元は寺子屋（小学校）の前身となる「教え所」で教師を務めた鬼。子供時代の鬼灯には彼女がいないのを前提に質問されたり、「嫁を考える」として般若を描かれたるといった散々な目に遭っている（現在も独身）。烏頭と鬼灯と蓬を「バカ・アホ・マヌケ」と呼んでいた。その後も寺子屋から学校へ制度が変遷する中、教職を務めていた。本編の60年ほど前にその教育っぷりを見込んだ鬼灯から閻魔大王の第二補佐官にスカウトされ、第三から第五補佐官教育係の専任となる。彼の作った補佐官の仕事を教える施設はキッザニアのようであり、小学校の鬼達も見学に来るようになった。

変成王（へんじょうおう）
六七日に裁く裁判官。革新的で絡繰好きな男性。閻魔庁の技術課とも親交が深い。
本来は閻魔王の裁きで地獄行きを宣告された上で、さらに詳しく八大地獄（あるいは八寒地獄）のどこへ亡者が流刑されるか決まる。
焙烙斎（ほうろくさい）
声 - 二又一成
変成王の現補佐官を務める高齢の男性。「亡者の記録が膨大になり覚えきれない」という理由で、絡繰補佐官・めめこを開発した。
めめこ
焙烙斎が開発・試作した絡繰補佐官。鬼灯がリリスから譲り受けたアンティークドールを基にしており、亡者が逃げようとするとアイスピックと包丁の二刀流で追い掛ける。外見は焙烙斎の孫娘である「苺々子（読みは同じ「めめこ」）」に似せてリファインされている。
焙烙斎によれば、亡者のデータと裁判のデータを蓄積・学習して、やがては裁判で非常に的確な判断が可能になる予定とのこと。試運転の段階では、めめこから亡者のデータを取り出して焙烙斎が罪状を読み上げているが、罪状を読み上げる仕事も、めめこ自身ができるようになる模様。

太山王（たいざんおう）
七七日（四十九日）に裁く裁判官。通常はここで結審する。補佐官が補佐官のため、虫が多い。
天の御柱（あまのみはしら）
見た目は木霊とよく似ている第一補佐官の女性。イザナギとイザナミが最初に作った島であるオノゴロ島に生えた御神木。地声が小さい。相当な高齢であるため、魂である精霊部分も動きづらい状態となっており（樹の周囲ならば動けることには動けるが頭を木の枝で固定して浮いてるような状態になる）そろそろ隠居も考えている。樹と言えば虫と言うこともあり、虫を使い声を伝えたり状況を把握したりしている。天の御柱は呼び方の一つであり、ナンジャモンジャなど好きに呼んで欲しいと言っている。
本編最終回の際、桃太郎ブラザーズを自身の後継に指名する。が、御柱のあと少しで引退は百年や二百年後に引退ということである。
平等王（びょうどうおう）
百か日に裁く裁判官で、ここからは再審となる。老紳士という言葉が似合う人物で、現世に視察に行く際には補佐官の弟切丑寅と共に「（どこぞの会社の）会長とお付きの運転手」一択。
弟切丑寅（おとぎりひろのぶ）
平等王の補佐官。見た目は好青年だが、元々の生業は江戸時代の陽忍。少女から老婆まで初対面の女性に告白されるほどのイケメンで、様々な立場の女性に近づき情報を集める仕事をしていた。内戦の早期終結や重要な暗号の解読といった忍者としての多大な功績がある。最後の死因も人を庇って死んだ（享年35）ということもあって判決自体は天国行きとなり、裁判後は獄卒となって順当に出世し、平等庁の第一補佐官になった。
生前、仕事のためとは言え腹違いの子供が沢山いて、そのペナルティとして早世して賽の河原に落ちていた子（31人）を育てているシングルファーザー。数年に1人授けられ、順繰りに成人していき、現在育てているのは丙（ひのえ）、甲（きのえ）、辰巳（たつみ）、未申（ひでのぶ）の4人。現在は子煩悩となっており、忍者としては堕落していると考えている。自身のことは置いといて年頃になった娘・乾（いぬい）から彼氏(禊萩)を紹介される際には全力で立ち向かおうとしている。

都市王（としおう）
一周忌に裁く裁判官。品の良い老婆の姿をしている。巨大な握り鋏を所有している。
葛（つづら）
都市王の補佐官を務める雀。亡者を罰する立場から「舌切る雀」を自称している。親族に舌を切られた姪・チュン子がいる。態度が大きい。

五道転輪王（ごどうてんりんおう）
声 - 手塚ヒロミチ
三回忌に裁く裁判官。童顔の若い男性の姿をしている。聡明だが、楽観的で天然ボケな一面もある。生前は中国の道士であった。墓から僵尸を掘り起こす召鬼法と反魂の術は得意だが、それ以外の術は全く苦手で、仲間と麻雀ばかりしていた。本人もポンコツ道士と自覚している。
太山庁（第七裁判所）で結審しなかった亡者に最終判決を下す部署だが、ここまで粘る亡者は基本的に諦めが悪く判決を無視して逃げだすのが常だった。そのために出入りを厳重にすると裁判や業務が滞る悪循環が起こっていたが、数百年前に彼が五道転輪王に就任し、彼の操る僵尸・チュンが亡者を取り押さえる形に改められた。現在では逃げた亡者をチュンが取り押さえる際に壁などが度々壊されたりしており、その際の修繕費の高さから、他の十王らからは五道転輪庁の外壁は鋼にした方が良いかもしれないと言われている。
チュン（中）
声 - 不明（第1期） / 丹下桜（第2期）
五道転輪王の第一補佐官。お団子ヘアの若い娘の僵尸で、鬼灯すら吹っ飛ばしてしまうほどの驚異的な怪力を持つ。補佐官だが読み書き、計算が全く出来ないため、最終判決が不服で脱走する亡者を力づくで連れ戻すのが彼女の唯一の仕事。五道転輪王のいる裁判官所の周りの壁はチュンの怪力で大きく損壊している。チュンという名前は、五道転輪王が墓から初めてチュンを召還した際にたまたま袖口から落ちてきた麻雀の牌のひとつである中（チュン）が由来。
実は昔、白澤と付き合っており、第4話では白澤を投げた。大昔に亡くなったためその時代の感覚が抜けきっておらず、付き合う＝求婚と思いこんでいたため、白澤の浮気性には大変に激怒し、それ以来顔を合わせるたびに我を忘れて襲い掛かってくる。チャイニーズ・エンジェル朱色（後述）のモデルとされている。白澤に教えてもらった紙に描いた絵を実体化する術「剪紙成兵術」を会得している。絵は比較的上手なほうだが想像力に難があり、凶暴な巨大怪物を実体化させて周囲をパニックに陥れたこともある。
上記の怪力から、あの世には「天使・キョンシー・魔女・鬼神」（「逆らわない方がいいもの」の意味）という諺がある。

#### 住人

##### 鬼
ピーチ・マキ / 真黍（まきび）
声 - 上坂すみれ
売り出し中のタレントで、グラビアアイドルの経験を持つ。身長：153センチメートル。タレントデビュー当初は「清純派」で売っていたが、小判の書いたゴシップ記事が元で「悪女キャラ」でプチブレイク。その後「天然系」で落ち着いてCDデビューもした。小判およびマキ自身はデビューシングルの出来および内容にはかなり無理を感じていたが、クシャミ曰く「結構売れている」そうである。デビュー前は小売雑貨店に勤めていたこともあり店の経営を脅かす「万引き」に遭遇すると豹変する。
相当な天然かつおバカキャラであるが、ドラマや映画の台本の内容を把握したり、自分の立ち位置を冷静に捉えるなど客観的な視点も持っている。地獄生まれでありながら地獄に関する基礎知識に欠けており、鬼灯の名も知らなかったが、閻魔大王の名は知っていた。鬼灯の事を知ってからはそれまでの無礼な態度を気にして彼を畏れている。前述のゴシップを含む騒動により、自身の意図しないことで上昇する人気に悩むこともある。
金魚草大使の選定の最中、その時食べたサプリの原材料を唐瓜から聞いて思わず絶叫してしまい、それがたまたま金魚草の鳴き声として完璧だったことに加え「目も大きくてまるで金魚のよう」と評され鬼灯を始めとする審査員達に選ばれた。鬼灯はマキに金魚草大使を続けて欲しいらしく、マキが襲われそうになり、鬼灯に助けを求めるも無視した際、マキから「助けてくれなければ金魚草大使を降りる」と言われ、普段冷徹な鬼灯が一瞬困惑した表情を見せ、即マキを助けている。また、出演したイベントでのトラブルが元でミキ（後述）とコンビを組むようになる。
相方のミキとは対照的に料理上手（盛り付けのセンスは微妙）で手製のキャラ弁等を作り、写真をブログに掲載している。
カマ彦 / 釜彦（カマひこ）
声 - 坂熊孝彦
金魚草コンテストの創設者であり審査員。通称「カマー」。仮屋崎省吾に風貌が似ていることや、ピーチ・マキの金魚草大使就任以来、マキのスタイリストも務めており、アイデア力と顔の広さからマキに「芸能界の黒幕」と思われている。本業はデザイナーであり、自身のブランド「Comer×Comer（カマー×カマー）」は有名デパートにも店を構えるほどの人気がある。
元々は獄卒で記録課に勤務していた。5人兄弟の長男で、下の3姉妹と同じ部署にいた末弟で次男の葉鶏頭とはいずれも顔がそっくりだが、性格は葉鶏頭とは対照的である。家のしきたりで長男は絶対一番に結婚することとなっているが、「自分は長女だから」と結婚したがらず、葉鶏頭に先に結婚するよう強要している。
月草（つきくさ）
釜彦の妹で5人兄弟の長女。兄・釜彦と同じ事務所でデザイナーをしており、マキの桃の妖精グラビアの衣装を担当したことがある。髪を上に結っている。
青花（あおばな）
釜彦の妹で5人兄弟の次女。ヘアメイクアーティストをしており、姉の月草と一緒にマキのメイク担当したこともある。ややウェーブかかった髪をしている。
露草（つゆくさ）
釜彦の妹で5人兄弟の三女。職業はショーのイベント企画。髪型はオカッパ。芸能のショーやイベントになると釜彦5人兄弟は強力なタッグ力がある。
鬼蓮（おにばす）
唐瓜・茄子・マキ・ミキらの出身校である、獄立焦熱小学校の副校長で勤続500年。容姿から生徒達に「ヨーダ先生」「マスターヨーダ」と呼ばれている。
甜瓜（てんか）
声 - 佐藤奏美（第1期） → 冨岡美沙子（第2期）
唐瓜の姉の通販好きのOL。貧乳と下半身太りを気にしているため、特に下着とダイエット商品を大量に買いこんでいる。
元ヤンキーで、高校卒業までレディース「大雀蜂」の頭をしており、「毒の地獄突き（カクテル）女王蜂の甜瓜」と呼ばれていた。用事で訪れた閻魔殿前でスリ被害に遭った際も逆に相手を叩きのめしており、それを見たベテラン獄卒をたじろがせるほどの迫力を見せていた。その一方、ヤンキーとしては昔ながらの義理を重んじるタイプで、近所への礼儀もわきまえており茄子に対しても親しく接しており、茄子から「情に厚くオトシマエに厳しい」といわれている。このやんちゃぶりは幼少期からで、鬼灯は唐瓜の性癖（ドM傾向）を彼女への愛情が屈折して表れたものと考えている。閻魔殿前で火車と出会った時はそのバイクのヤンキーセンスに感激して意気投合した。
鬼灯の前では態度が一変し、「清楚な乙女」を演出しようとして言葉遣いがおかしくなる。塩と砂糖を間違えたまま料理するほど料理が下手。その他過去の振る舞いを含め鬼灯に「テンプレートなおきゃん」と評されている。
現在の職は技術課も発注元としている部品製作会社の事務。プライベートの姿とは裏腹に社会人・事務員としては極めて真っ当。インディーズバンドが好きで、烏頭とは同じバンドのファン仲間。
ピーチ・マキのマネージャー
声 - 後藤ヒロキ
マキのマネージャーをしている男性の鬼。アイドルユニット『まきみき』の結成以降は、マキとミキ両方のマネージャーをするようになった。マネージャーとしての腕は確かな様子だがその一方で彼女たちを面と向かって「商品」と呼んで憚らない。来る者拒まずで仕事を受けたりスキャンダルをむしろ推奨したりするため、マキの方向性が定まらなくなっている。
実は鬼灯も認める真正のMで、マキ達に罵られても全く堪えない。下劣な言動も基本的に反撃を期待してのものであり、むしろ対応がありきたりな場合は罵り返す。
暗闇が苦手
島居プロデューサー
声 - 島居理恵
地獄TVのプロデューサー。アニメだけの登場で、第8話『えげつなき戦い』にて鬼灯が出演していた『阿鼻叫喚報道マーベラス』の番組を担当。なお、声を当てたのは本作のプロデューサーである鳥居本人。
酒呑童子
地獄の酒屋で、閻魔庁で宴会が開かれる時は出入り業者として登場した。息子が獄卒に就職した。
芸術家の鬼
鬼の中でも不気味な顔立ちをしており、自分の顔をモチーフにした作品を多数作っている。その作品が鬼灯の目にとまり、孤地獄の専属デザイナーとなった。
苺々子（めめこ）
焙烙斎の孫で鬼の幼女。一子・二子や丙とよく遊んでいる。祖父の薫陶宜しく機械いじりや家電にも詳しい。家電の説明に関しては素人の視点に立ち何を望むかを聞きそれに合わせて説明することが出来る。見た目は愛らしいが祖父が祖父のため好きな分野については斜め上に行っている。

##### 妖怪
『猫又社』の猫又たち
地獄のマスコミの内の一社で、社名の通り従業員は全員猫又である。ゴシップ誌『週刊三途之川』編集部（雑種の猫又が所属）と正統派記事を書く『報道部』（血統書付種の猫又が所属）の存在が確認されている。
小判（こばん）
声 - 杉山紀彰
『週刊三途之川』編集部に属する記者で、雑種の猫の姿をしている。基本的に「ネタ」目当ての典型的ゴシップ記者だが、報道部に対してはただならぬ敵愾心を持っている。仕事に関しては基本的に「えげつなさ優先」ではあるが、キャラ作りに疲れて発狂したミキを見ても、スクープを撮ることを自分の良心が撮ってはいけないと思い躊躇するなどそれなりの良心は持ち合わせているようである。
現世では吉原の女郎屋で飼われていたが、飼い主だった女郎・大判の心中の仕方のせいで「肥溜め心中の猫」として扱われ、散々な余生を送ってからは他人を信用しなくなり、他人を利用して生きるようになった。地獄では過去にピーチ・マキに飼われていたことがあり、マキに怒られると眼を潤ませてごまかしたことがあったが、既に通用しなくなっている。
鬼灯に関わって何度も痛い目に遭わされ、鬼灯からのストレスで胃潰瘍になるほど畏怖しているが、真面目な取材に関しては鬼灯の顔を使って取材のアポをお願いしたり、逆に鬼灯から写真の腕と一度痛い目を見た相手には余計なちょっかいは出さないところを見込まれ、仕事を依頼されることもある。芥子のインタビューの際には資料として『かちかち山』の文献書肆を沢山持ち込んだりと仕事内容自体は真面目（本人曰く「化けンのが苦手だから知恵しぼってるだけ」）。童謡の中では『山寺の和尚さん』が嫌いと白状したり、鬼灯の『猫踏んじゃった』の曲名発言で逆上したりと、鬼灯との関係が険悪な訳ではない上にノリが一緒だったりもする。
クシャミ
声 - 佐々健太
『週刊三途の川』の編集長（ニャンしゅうちょう）。短気な性格。新入社員がいる限り会議の冒頭で必ず「我輩は編集長である。名前はもうある。『クシャミ』です」と言い、小判が合いの手を入れる。
鞠（まり）
声 - 佐藤奏美
『週刊三途の川』の編集者（ニャンしゅうしゃ）。小判同様、現世では遊女の飼い猫だった。敏腕（＝冷血）で〆切にうるさい。
キジトラ
名前のみ登場。経理担当の猫又で小判や鞠と同じく現世では遊女の飼い猫だった。

妲己（だっき）
声 - 柚木涼香
衆合花街でボッタクリ妓楼「花割烹狐御前」を営む絶世の美女。その正体は、古代インド・中国で王を誘惑し国を傾けた九尾の狐で、中国から日本へ渡り玉藻の前と名を変え鳥羽上皇を誘惑したが、陰陽師に正体を見破られ、調伏されて殺生石となった。
レディ・リリスとは親友で「世界悪女の会」という女子会ではツートップの一角を担っている。「（都合の）いい男」を常に捜しているが、紂王ほどの男性はいないと言っている。
衆合合戦（後述）では狐側の代表選手として出場するが、春一の出したお題「ブス」に化けることを拒んで泣き出し、負けを認めた。
「狐の婿入り」→「ヤカンカン」に所属する狐たち
妲己が経営する妓楼の姉妹店のホストクラブ。当初はS系で売っていたが、鬼灯からの指摘を受けて、檎にキャラ変更を命じられる。後に店の業態も一新され、人間に化けず狐の姿で接客する「狐カフェ『ヤカンカン』」として再スタートした。
檎（ごん）
声 - 細谷佳正
妲己の店で客引きをする狐の妖怪。野干の落ちこぼれで、特技の変化すら面倒臭がるため、小判から「狐じゃなくて狸」と評されている。ギャンブル好きの怠け者かつ飄々とした呑気者だが要領は非常に良い。基本的に店の前で寝てたりしてるが、太鼓持ちや客引きや店長などの仕事をやっており、昔はトカゲの尻尾切り要員として色々とやってたため度々烏天狗警察に捕まっていた。
生来厳しいことは苦手らしく、幼少期から賭博好きであり、学校でも博打を打ちまくっていたが、それがきっかけで教師に目をつけられ、中退した。その後は就職活動や結婚や貯金などのあらゆる事から離脱しており、本人曰く「平和主義・自由主義でやってんの。」
かつて借金が理由で八寒地獄の湖に沈められそうになったとこを妲己に肩代わりされ、現在はその返済契約（ただし、金利はトイチ）により妲己の部下として召使い兼姉妹店の店長を任されている。仕事は妲己の前以外では基本的にサボり気味ではあるが、妲己は唯一自身を働かせられる着付け薬的存在でもある。「好きこそものの上手なれ」で銭勘定はできるが自分の財布の管理はだらしなく、博打であぶく銭を稼ぐと身内相手に散財しては妲己や小判、隠神刑部からも借金するの繰り返し。ただし、「細かな部分をフォローする」「ゴシップネタを提供する」など要領の良さを駆使して返済を延期してもらっているほか、賭けを持ち掛けての勝ち負けで誤魔化そうとしている。本人はさして危機感を持っておらず、のっぴきならなくなったら「ミキのヒモ」になるつもり。
作中一番の愛煙家で、彼のキセルから出る煙は発言や状況などに関連した形になる。前述の通り変化などは苦手だが、たばこの煙を利用した「煙に巻く幻術」は得意。
外出時は杖を携帯することが多いが、ファッションではなく実際に幼少期から足が悪い。現在の自堕落な態度は、足が悪いことに対する周囲の哀れみで逆に矜持を傷つけられ続けた結果「哀れまれるくらいなら疎まれる方がマシ」という考えになったことも多少影響している。
ホヤ / 葉之兵衛（はのべぇ）、オジヤ / 枝兵衛（えだべぇ）、トルティーヤ / 花兵衛（はなべぇ）
声 - 長谷川芳明（ホヤ）、手塚ヒロミチ（トルティーヤ）
『狐の婿入り』でホストをしている狐たちで、いずれもミキの兄である。「○○ヤ」という名前が流行りということで、檎からこれらの源氏名をつけられた。檎と同じく野干の落ちこぼれであり、金が入ると奢ってくれる檎のことはそれなりに慕っている。かなり頭が悪く、彼らがレジ締めをすると収支が合わないことがある。勉強はからっきしと自覚してる檎ですら「コイツらはド級」と言う程。落ちこぼれであることを自覚しているからか、一様に控えめでおどおどしている。人間体以外に化けるのが苦手な妹のミキとは違い、様々な物や動物に化けることは3人とも得意な模様。それを聞いた鬼灯からは「勉強が得意か体育が得意かみたいな物」と言われている。後に鬼灯から化ける能力の高さを見込まれて、ミキと一緒に教育番組「教えて!ミキちゃん&ブラザーズ」に出演するようになった。

朧車（おぼろぐるま）
声 - 勝杏里
地獄では自動車代わりになっている妖怪。中には『有限会社 朧車』というタクシー会社に勤めているものもいる。本人たちは乗り者界のアイドルと同じだと思い込んでいる。他者には見分けがつかないが、それぞれ個体があり、茄子の父親と父方の親戚が含まれる。動力がある。
糸瓜（へちま）
声 - 下山吉光
茄子のいとこ（父親の兄弟の息子）。勤務中、伊右衛門によるタクシー強盗にあうが、鬼灯に助けられた。臨死体験中の生者を乗せてしまったこともあるらしい。

提灯於岩（ちょうちんおいわ）
声 - 渡辺明乃
朧車で灯りをともしている提灯お化け。他の提灯お化けと違っておしゃべり。現世で夫を呪い殺してしまったことがあの怪談のベースになっている。地獄で偶然にも夫の伊右衛門と再会、以降は伊右衛門のストーカーと化している。
付喪神（つくもがみ）
刑場の中にある年季の入った釜に宿った妖怪。この釜たちは自力で歩けない分お喋りで、自分たちの取り扱いにうるさい。テフロン加工されたものもいる。
守鶴（しゅかく）
声 - 石丸博也
紺本寺の住職の片割れの狸の妖怪。分福茶釜の師匠。自慢話が大好き。
白蔵主（はくぞうず）
声 - 鈴木れい子
紺本寺の住職の片割れの女狐。よく守鶴と掛け合い漫才のような言い合いをする。
ぶんぶく茶釜（ぶんぶくちゃがま）
声 - 後藤ヒロキ
紺本寺の住職の片割れの守鶴の弟子。一通りの芸を守鶴から仕込まれた。守鶴の自慢話には辟易している。かつては人のために尽くした良い狸で、良心的なところは変わらないが、狸に深い恨みを抱く芥子が暴走したときには何の罪も無いのにとばっちりを喰うのがお約束となっている。
座敷童子（ざしきわらし） / 一子（いちこ）、二子（にこ）
声 - 佐藤聡美（一子）、小倉唯（二子）
市松人形の風貌をした妖怪の双子の少女。黒髪・黒い着物の方が一子で、白髪・白い着物の方が二子。顔立ちは可愛いがほぼ常に無表情なので佇まいが怖い。主に商家に住み着き、住み着いた家の住人を見守り頑張る人は応援するが、堕落すると見限るシビアな性格。現世の商家（企業）になじめず岩手県内の廃屋に居たところを出張中の鬼灯に導かれてあの世へ移籍する。おもちゃ屋で桃太郎と出会い、白澤に対する悪意も含めた鬼灯の興味による差し金によって極楽満月に住み着き、没落の恐怖から逃れるための白澤の画策で店を出た後は鬼灯に引き取られ、閻魔殿に住み着き新人獄卒の勤務補助も行っている。
鬼灯から実の娘のように可愛がられており、桃太郎からは「S極がS極引き寄せてどうする」と呆れられた。また、働き者が好きなため、仕事中毒とも言える葉鶏頭によくなついており、絡むことが多い。現世と違って「視えるのが普通」の獄卒たちと接しているうちにそれぞれ自我が芽生えたため個別の名付けを要求したところ鬼灯から「明確に順序を示す言葉」として「一、二」の名を与えられ、さすがにそれは嫌がったので後ろに「子」を付けた結果「一子、二子」となった。
当初は二人ともあまり喋らなかったが、地獄に来て以来、前述のように「視えるのが普通」の獄卒たち（大人たち）と常に接するようになってからは会話を覚え始め、笑う時も常に無表情だった初期とは違い、多彩な表情も見せるようになっている。
現世の可愛い子供服に憧れていて、鬼灯に現世の可愛い子供服を買ってきて欲しいと頼むが、買ってきた服の微妙なセンスに渋い顔をしている。
ピッキングで建物の鍵を開ける特技を持つ他、壁面や柱の側面に立つなど重力を無視することができる。悪戯で相撲を仕掛けた相手に怪我させた場合、罪滅ぼしとして治すために整体術を独学で習得しており、マッサージの腕前は超一流、セルライトも潰せる。また、現世では居ついた商家の住人や客にあだ名をつけて楽しんでいた。
ミキ / 幹（みき）
声 - 諏訪彩花
ゴスロリ系アイドル歌手。マキとは同じ事務所の同期。正体は野干、作中では基本的に人間の姿をとっている。「コーン」では「とうもろこしを全力で主張しているように聞こえるから」という事務所の方針で、語尾に「ニャーン」とつけるテンションの高いキャラクターを演じている。本来はまじめでおとなしい性格で、アイドルとしての自身のキャラに疲れており、しばしば発狂している。普段は髪を下ろして眼鏡をかけており、演じているキャラクターとのギャップと地声が低いこともあり、町を歩いていても「『まきみき』のミキに似ている」と言われることはあるが、ミキ本人と気づかれることはほとんどない。
「イマイチ売れていないアイドル歌手」を自称し、自虐的になっていたが、マキと共に出演したイベントが縁でアイドルユニット『まきみき』を結成、たちまち人気アイドルとなる。
4人兄妹の末っ子で、狐カフェのホヤ・オジヤ・トルティーヤの妹にあたる。檎とは幼少期から兄的存在であり、彼から良く歌を教えてもらっていた。兄3人を反面教師としたためか学生時代から成績優秀で、教員免許を取得している。クイズ番組では「普通に勉強できるアイドル」として驚かれた。相方のマキの頭の悪さと勉強嫌いにさすがに呆れ果てており、檎と共に鬼灯にマキと三人の兄の家庭教師を頼んだ。その一方で野干ながら普段の人間体以外の姿に化けるのは苦手であるという。
第96話では教育番組にも出演するようになった。料理下手でそれをネタにされることを警戒しているが、キャラの盛りすぎを避けるため、今のところ封印されている。
マサヤ
髪結い処「けうけげん」を経営している妖怪「髪切り」。染めた髪を盛っており、「オッケ」が口癖。小野篁と鬼灯の髪をカットするが失敗してしまい、エクステを無料で付けるものの、妖怪髪鬼の髪を使ってしまったため二人の髪が伸びすぎてしまったことで鬼灯に殴られた。その後は海外を巡り、カマ彦の事務所に入った。
あかなめ
普段獄卒が入浴している地獄温泉の清掃業者。
鎌鼬（かまいたち）
三体一組のいたちの妖怪。地獄動物病院の救急医。
キジムナー
ガジュマルの木に棲む精霊。かつて自分の母木を切り倒した盗賊を絞殺したことがある。住んでいるガジュマルの木が寿命で枯れかけているため、新居を求めて地獄を訪ねた。自分が殺した盗賊が身洋処行きになっていることを知り、そこに住むことを決めた。
隠神刑部（いぬがみぎょうぶ）
狸の妖怪。衆合花街の顔役の一人。ぽっちゃり・デブ専系統の店を営業しており、妲己が経営する店の細身受けには物申している。
信楽太夫（しがらきだゆう）
隠神刑部の娘。閉店後1時間以内に全客個別に異なる内容の和みLINEを送り、メール・ポケベル・直筆の手紙にも対応する。
衆合合戦では狸側の代表選手として出場。辛子とはある出来事をきっかけに仲の良い友人同士となった。
ぬらりひょん
声 - 龍田直樹
なまずヒゲが特徴の小柄な老人。異様なほど影が薄く、飲食店に入ってもしばらくの間店員に気づかれない。内気な性格で、「妖怪の総大将」としてのぬらりひょんにあこがれている。
熱燗（あつかん）
狢（得体の知れない化かすもの）の一種である獺（かわうそ）。安酒が好み。
冷（ひや）
熱燗と組んでいる猫又。濁醪が好み。
ハッカイ（はっかい）
衆合地獄の花街裏の「白骨夫人」の店の店主で大柄な体格の猪のドラァグクイーン。新しいもの好きの情報通であるが、一見の客は相手にはしない。牛頭馬頭や火車とは飲み仲間。隠神刑部のような太った中年や老婆が好み。

##### 亡者
伊邪那美命（いざなみのみこと） / イザナミ
声 - 小林沙苗
かつて黄泉を統治していた女王。「あの世的歴史観」では最初に日本の国作りを行った神の一柱。夫・イザナキに約束を破られ憤怒し彼の国（現世）の者を一日千人殺すという呪いをかけたという「恨み女日本最古」。
黄泉が天国と地獄に分かれてからは閻魔大王の初代補佐官として沢山の地獄を作ったが、余計な地獄も沢山作ったため、閻魔大王は地獄が落ち着いたら別の補佐官にしようと考えるようになる。その後鬼灯に引導を渡されて引退。直後は鬼灯にちょっかいを出していたが、元々聡明な性格で次第に納得して落ち着き、大焼処の一角に御殿を構えて隠居中。
御殿は鬼灯が自らを生贄にした村人達への嫌がらせの一環を兼ねて設計したもので、入り口の柱に縛り付けられている亡者はかつて鬼灯を生贄にした村人達である。その後、リフォームに伴い、さらなる嫌がらせの鬼灯等身大立像で見張られた上に黒縄地獄の粘土で作られた「猫好好」や「ねうねう」のレリーフで固められる。
日本のあの世最古参ということもあって中々に含蓄のあることを語る。
磯良（いそら）
「吉備津の釜」の登場人物。夫・正太郎への恩を100倍くらいの仇で返され、さらに100倍くらいの恐怖で返した怨霊で、自称「恨み女のダークホース」。
提灯於岩とイザナミ共々吼吼処地獄（恩を仇で返した者が落ちる地獄）の講演会の講師として登場する。鬼灯曰く、「彼女の裁きは難しいところであったが、サダコのような無差別テロはしていないので減刑となった」とのこと。悪霊の類いではあるので顔はもう元のように戻ることはないらしいが一応気にはしている。
猿飛佐助（さるとびさすけ）
「1枚500円」で写真撮影に応じている忍者。
大判（おおばん）
声 - 植田佳奈
現世で小判を飼っていた端女郎。手代と心中を図って地獄で情状酌量となり、花街で違法になる位のボッタクリの店を経営していたが、烏天狗警察の依頼で潜入捜査をしていた鬼灯を尾行していた小判と口論になった際、鬼灯に言質を取られて摘発された。
葛飾北斎（かつしか ほくさい）
名前と後姿のみ登場。地獄でも有名な画家で、200年前に閻魔殿の城壁に壁画『針山と炎』を制作（唐瓜曰く「S級国宝に値する」）。その壁画は鬼灯の独断で茄子の新作に塗りつぶされてしまい唐瓜は「訴えられないか」と不安に思っていたが、当の本人は漫画雑誌『ウシミツドキ』に漫画家デビューを控え、それどころではない模様。
鬼灯を生贄にした村人達
彼らは、本来なら地獄ができる以前に既に黄泉へ来ていたので地獄のルールは適用されないが、生前に鬼灯を生け贄にしたことによって彼の恨みを買ってしまい、鬼灯により個人的に大焼処に堕とされ、彼の気が済むまでという刑期でイザナミの御殿の柱に縛り付けられている。なお、伊邪那美殿入口門リフォームに際し、「黒縄地獄の粘土製の猫好好とねうねう各々のレリーフで固められ、さらに門入口には等身大の鬼灯像」という、さらなる罰ゲームを受けることになる。
平将門
名前のみ登場。衆合地獄の花街の裏通りを取り仕切る大怨霊。多数の骸骨を従えている。菅原道真、崇徳上皇と並ぶ「御三家」として日本有数の祟り神。
滝夜叉姫（たきやしゃひめ）
声 - 悠木碧
将門の娘。白目が特徴。盂蘭盆祭りのポスターに写っていた義経に一目ぼれして、警察に無言電話を何度もかけていた。相当な面食いで相手の性格はどうでもよく、鬼灯についても「アリかナシかで言ったらアリ」だった。
生きていたころに父の仇討ちのために丑の刻の神（声 - 松山鷹志）と契約し、妖術を習得した。その時に鬼灯を召喚したことがあり、自分に従うように丸一日説得し続けたが聞き入れられず反対に説得されたという過去を持つ。
夜叉丸・蜘蛛丸
声 - 手塚ヒロミチ（夜叉丸）、三瓶雄樹（蜘蛛丸）
滝夜叉姫の手下。
雷電爲右エ門
鬼灯の回想に登場。史上最強の力士。その強さを見込まれて獄卒にスカウトされたが、「スポーツマンとして一方的に攻撃はしたくない」と断った。
一休禅師
声 - 中博史
室町時代の禅僧。奇行で知られるが、会話を常に禅問答にしようとする上、発言に含みが多くてわかりにくい。年に一度、弟子の地獄太夫が閻魔庁を訪問する日に、太夫に会いに鬼灯のところへやってきて禅問答をするため、鬼灯からは鬱陶しがられている。
運慶、快慶
鎌倉前期の仏師。あの世で造形物に関するイベントを主催している。
八百比丘尼（やおびくに）
地獄博物館内の水族館で人魚ショーを担当している。
清少納言（せいしょうなごん）
平安時代の有名な女流作家。鋭敏な感性を持ち、逐一最先端の化粧や体型改善を行っており、常に今風のお洒落を楽しんでいる。「続・枕草子」というタイトルの美容ブログを公開中。紫式部とは犬猿の間柄。
紫式部（むらさきしきぶ）
平安時代の女流作家で「源氏物語」の作者。現世で墓がすぐそばにある小野篁と親交があり、よく彼を歌合せに誘っている。生前清少納言との面識はなかったが、枕草子を酷評したことを根に持たれており、作家同士馬が合わず険悪な間柄である。
間津舌 伝樹（まつした でんき）
地獄の住人それぞれの体格に合わせた品物を扱っている「すごく大きなホームセンター」の店員。生前から家電量販店に勤めていたというベテランだが、仕事に熱心過ぎたのか家族を失っている（別れた妻いわく「冷蔵庫と話しているみたい」）。
弟切 丙（おとぎり ひのえ）
弟切丑寅の娘。一子・二子や苺々子とよく遊んでいる。

#### 劇中劇『鬼卒道士チャイニーズエンジェル』
『鬼卒道士チャイニーズエンジェル』は、本作の劇中劇で、正義のキョンシーが主人公の女の子向けのヒーローアニメ。地獄や桃源郷で放送されている。
原作マンガは青年誌に載っており、風刺やエグさが強い。第2部は-100話から始まり、回を重ねるごとに数字の絶対値が減って第1部の序章につながるという珍しい連載形態を取っている。
エンジェル朱色
声 - 戸田めぐみ（第1期）→冨岡美沙子（第2期）
主役。「強く・優しく・気高い」というキャラクターで、小さな女の子の間で一番人気がある。必殺技は紙に描いた動物を実体化させる「エンジェルクロッキー」。モデルはチュン。
エンジェル群青
声 - 佐藤奈美
登場人物の1人でクールビューティ。必殺技は「エンジェルダークマター」。
エンジェルうぐいす
声 - 上坂すみれ、田村奈央（劇中作）
登場人物の1人で「天然・ホンワカ・ドジ」というキャラクターで、大きいお友達の間で人気がズバ抜けていて、グッズの売り上げも1位。必殺技は「エンジェルリボルバー」。
女性や子供からの人気は低かったが、イベントの際、うぐいす役をやっていたマキがキャット役のミキと一緒に不審者を撃退した（と誤解された）のをきっかけに、人気が急上昇した。
太乙道士（たいおつどうし）
三人に命令を下す司令官。キョンシーを操る道士であり、彼の命令がなければ三人は動けなくなる。格好いい見た目と、天然で抜けているところが人気がある。モデルは五道転輪王。
キャットキョンシー
声 - 諏訪彩花
敵キャラクター。ゴスロリ系の女の子で語尾に「ニャーン」とつけて喋る。アニメ版のオリジナルキャラクターで、元はチョイ役だったが人気が爆発したため後にレギュラーになった。当初人気があるのは大きいお友達だけだったが、イベントの際の事件をきっかけに子供や女性にも人気が出るようになった。
ギリギリキョンシー
敵キャラクター。

#### その他の人物
金魚草（きんぎょそう）
鬼灯が品種改良した観賞用ペット。分類は不明で鬼灯曰く「動植物ですかね」、「そこ（分類）がわかったらあの世学会で表彰モノ」。現世の実在の「金魚草」とは異なり、金魚の一種であるオランダシシガシラのような花をつける。最も長寿のものは3メートルを超える。若い金魚草は春の間に、額の瘤が一斉に開花し、わずか一晩で戻ってしまう。毎年秋になると花の模様はより赤くなり、中には赤紫に変化するものがあり、マニアの間では「ざわめくトルコ石」の名で高値がつく。愛好家が多く、秋にはコンテストが開催されている。赤子の鳴き声で鳴くものが多いが、外国語を喋るものもいるなど個体差があり、言葉代わりになることもある様子。雌雄異株で、交尾をして卵（種子）を形成する。食用として刺身で提供されることや、エキスを抽出して滋養強壮のサプリメントとされることも（超濃縮エキスは喉に良いとのこと）。「死体を養分にして育った金魚草に金魚の霊が宿ったもの」という説もあり、「立って歩いた」「人の姿になった」などの目撃談もある。なお、各々の個体にはきちんと意志がある。
近年、出目金型やオランダ獅子頭型、黒い模様がある江戸錦型の花をつける亜種が発見された。
アニメ第9話『酒と女でダメになる究極の例』でナレーションを担当する稲川の声で「ヘベレケですよー」の言葉が日本語を話した唯一のもの。
ケルベロス
ギリシャの冥府に住む地獄の番犬。第10話「精神的運動会」に登場。
須佐之男命（すさのをのみこと） / スサノヲ / スサノオの命
名前のみ登場。八岐大蛇を退治するなど古代日本の神話において有名な英雄であるが、白澤曰く「しょーもない奴」で、姉弟喧嘩の腹いせに姉の天照の神殿に用を足し、その後もさらなる悪行を働いたことで天照を怒らせ、彼女を天岩屋戸にひきこもらせた。
黄帝（こうてい）
白澤の回想のみ登場。中国最古の医学書を残し文字や算数を始め養蚕・音律などを制定したという伝説の皇帝。作中では地上に落ちた白澤をたまたま発見、捕獲。白澤が描いた妖怪の絵が使い物にならないと判断してアッサリ見切り、国で一番の絵師を連れてくるよう命じた。
伊邪那岐命（いざなきのみこと） / イザナキ
声 - 後藤ヒロキ
イザナミの夫。死亡したイザナミとの約束を破ってしまい、イザナミに「アンタの国の人々を一日に1000人殺す」と言われたのに対し、「ならばこっちは一日に1500人生まれるようにする」と返した。イザナミ曰く「みずらにヒゲだから今時の子にウケるかはわからぬが当時は美丈夫だった」らしい。
埴山姫（はにやまひめ）、水罔女（みずはのめ）
イザナミから生まれた女神の二人組で、人々から忘れ去られた厠の神。洋風トイレの登場以降、髪を切りブラウスにつりスカートを着ている。ノックをされて元気よく返事をしたのが原因で「トイレの花子さん」と呼ばれるようになった。花子さんブームが去った20年前から地獄の閻魔殿女子トイレに棲みつくようになったが、鬼灯の説得により元の姿で現世に戻った。
因幡（いなば）
声 - 福島潤
『因幡の白兎』に登場したウサギで、神の遣いとは思えぬほどのお調子者。ウサギたちが集まる合コンで芥子を口説くも、彼女への禁句を口にしたために皮の一部を剥がされた。
鶴
声 - 折笠富美子
目を付けた男性の前で困ったふりをして借りをつくり、「恩返し」と称して白無垢・文金高島田でキメた人の姿をとり婚姻届持参で押し掛ける鶴。鬼灯曰く「要はアタリ屋」。
お鶴（おつう）
声 - 折笠富美子
『鶴の恩返し』の鶴。ルリオ曰く「本物」。
垢太郎
垢の人形から人間になり、鬼を退治したおとぎ話の主人公。おとぎ人会合で桃太郎と話した。
チュン子
『舌切雀』の雀。お婆さんに舌を切られた時点で死んでおり、山中の出来事はあの世が舞台となっている。死後、伯父の葛をはじめとする親戚一同から甘やかされ、鬼灯から鈴カステラと呼ばれるほど丸々と太ってしまった。
小人
ドイツ出身の二人組の小人で、カマ彦のブランドの新人。『小人と靴屋』に登場した小人でもある。ファッションセンスと技術は高いが、マキ曰く「絶妙にかわいくない」顔立ちな上に、オネェ口調で話す。

### 桃源郷・天国
日本と中国の天国の境にある仙境で、両国の交易の場となっており、あの世絶景100選にも選ばれている。ここの兎達は薬剤師見習いである。天国行きとなった亡者は文字通り悠々自適の暮らしをしているが、金太郎や瓜子姫のように地獄で働く者も少なくない。また、天国の亡者は「基本的に善良すぎる」ためか、桃太郎のように起業・独立のために融資を受けようにも銀行の審査が厳しい。
白澤（はくたく）
声 - 遊佐浩二
桃源郷に住む中国の神獣。漢方の権威。天界で漢方薬局『うさぎ漢方 極楽満月』を経営している薬剤師。身長185センチメートル。
鬼灯と顔つきや性根が似ているが、互いに面識がなかったころに「顔つきが似ているならば（浮気性ではない）鬼灯の方が良い」という理由で女にフラれ続けたことで逆恨みし、地獄の（鬼灯の表彰式も兼ねた）記念式典で本来瑞兆が来るべきではない鬼門の方角からわざと飛来し、大量の黒猫人形と鼻緒の切れた草履を空からばらまくという嫌がらせをした。この直後、麒麟と鳳凰がフォローとして瑞兆を出しまくったため、公には「閻魔大王の治世は波乱万丈ということでは」という解釈に落ち着いている。これがきっかけで鬼灯に敵と認識され、さらに過去のある出来事が決定打となり非常に仲が悪い。そのため、鬼灯から執拗に嫌がらせを受けている他、ことあるごとに衝突して大喧嘩している。
普段はにこやかで飄々としており、寛大で気が優しいため人に好かれているが、自他ともに認める極度の女好きかつ浮気性で、毎月薬局の売り上げの7割もが女性との交遊費に消えている。ただし、リリスなど夫の合意を得ている者は除き、彼氏持ちや人妻に手を出すことは無い。「人型の全女性を愛する」と豪語しているが、天探女だけはその外見と言動からさすがに閉口、拒絶反応を示し「女の子じゃなく何かそういう化け物」と罵った。
女性にはモテるが上述の性格が原因で、女性問題も多い。獣の姿では女と遊べないため普段は人の姿をしている。漢方に手を出したのも「元気になる薬」を作り始めたのが切っ掛けであるという。白亜紀の生まれらしく、幼少期には北京原人の恋愛を覗き見していた。匿名のはずの出会い系サイトに本名・顔写真・メールアドレスと携帯番号全てを公表している。ハロウィンには自身の店を南瓜製じゃっく・おー・らんたんをはじめ、店の内外にお化けをあしらうも、後に鬼灯からハロウィンの由来を聞いた一子と二子からランタンの素材として蕪を要求された際は、怒りのあまり南瓜を叩き付けた。
絵や服などデザイン系のセンスは壊滅的だが、本人は無自覚どころか自信過剰である。ただし、茄子にはそれら作品の「頭に残るところ」を見込まれている。また、紙に描かれた絵を実体化する「剪紙成兵術」を使うことができるが、前述の通り絵が下手すぎるので「3日間は存在し続ける奇怪な生物」を生み出すだけで何の役にも立たない。
過去に鬼灯のある行為で地上に落ちて黄帝の軍に囚われた際、見逃してもらう代わりに一万千五百二十の妖怪について教えた。また、鬼灯たちが幼少期にサクヤ姫を見に行くために黄泉を抜け出す際に手を貸したり、獄卒になる前の鬼灯に中国の裁判制度を教えたのも実は彼なのだが、それらは全く覚えていなかった。後者はずっと後に鬼灯と閻魔大王の思い出話を聞いたことで初めて気づいた。その気になれば鬼灯の代行として補佐官の仕事を完璧にこなせるだけの知恵を持っているのだがどこか抜けており、過去に株に手を出した時には一瞬で口座残高が二桁減ったことがある。
大酒飲みだが鬼灯とは対照的にあまり酒には強くなく、毎回二日酔いに苦しんでいる。地上に落ちたきっかけも実は中国の裁判制度を教えた際に、鬼灯に酔わされたことが原因である。
辛い物が大好き。従業員として桃太郎を月給5万円で雇っており、桃太郎の誕生を原案の意味で知っている。
猫好好（マオハオハオ）ちゃん
声 - 堀内賢雄
白澤のオリジナルキャラクター。周囲の「呪われた猫」という評価に反し、白澤自身は大変気に入っている。前述の『剪紙成兵術』で実体化したりイザナミ御殿の柱のデザインにされたり、十二巻の表紙に登場と出番が増えてきている。
猫美美（マオメイメイ）ちゃん
白澤のオリジナルキャラクター。白澤により『猫好好ちゃん』の彼女という設定が与えられた。
ねうねう
声 - 小山力也
茄子が猫好好ちゃんをリアルにして作ったキャラクター。四肢が鳥足という不気味な出で立ちを持ち、鳴くとむせる。
- 猫好好とねうねうは、後述の通り、伊邪那美殿入口門のリフォームの際、茄子が黒縄地獄の粘土を使って作った柱のオブジェとして、焦熱地獄の大焼処でも、顔のみだがその姿を見ることが出来る。なお、柱のレリーフは、ねうねうは1本に付き1匹、猫好好は亡者を囲んで無数で成り立っている。

桃太郎（ももたろう）
声 - 平川大輔
鬼ヶ島の鬼を退治した、日本一有名な英雄。実際は鬼が泥酔していた上のビギナーズラックで得た勝利であったことがお供のシロにより暴露された。身長170センチメートル。もともと天国の住人だったが、過去の栄光が忘れられず地獄までやって来て鬼退治を繰り返そうとするも鬼灯に敗北。その後改心し、鬼灯の斡旋で桃源郷の仙桃農園の管理人として就職、本人も「山で柴刈り」は家業で天職だと満足している。また、鬼灯に敗北した後は穏やかな性格になると共に物語随一の常識人となり、白澤や鬼灯に常識的なツッコミを行うレギュラーキャラとして活躍している。
白澤に師事して漢方を勉強しながら、彼の世話役もこなしており、自らのブランドを冠した漢方薬を作ることを目標にしている。白澤からは「桃（タオ）タローくん」と呼ばれており、桃太郎自身も白澤を慕っているが、女性問題などの素行の悪さをみて心の中で毒づくことがあり、「言葉の端々に飲んだくれの爺が出る」と感じることがある。境遇の近い一寸法師や芥子と意気投合している。当初は「日本一」と書かれたのぼりを付けていたが、その後の行方は21巻のOCDによると「一人立ちした時に、店の暖簾にするため、大事に仕舞ってある」らしい。
白澤の下で修業を続け、調合の腕を磨き、鬼灯のアドバイスの元、店舗を持たない対面形式や置き薬方式での薬の販売を開始する。これにより独立の資金も少しずつたまってきているらしい。
かぐや姫
桃源郷の近くに引っ越してきた『竹取物語』の主人公。下膨れ、かぎ鼻、細目という絵巻物から抜け出たような元絶世の美女。元々美しさに憧れていたが、時代的なブームから急にモテるようになり慢心したところ、上司である月読命の怒りを受けて人間の世界に落とされる。物語のエピソードから「見た目の美しさ」のみに囚われていた己を反省、それを認められ高天原へ帰った。現代日本では醜女の部類に入るものの、本人は一時でも時代の美に乗れたことに満足しているので特に気にしておらず、気高く堂々としている。
正直爺さん
声 - 西村知道☆
『花咲爺』の登場人物。本人は普通の人間だが、めずらしく清く正しかったことで天国行きとなった。趣味のガーデニング中に、金魚草の開花を発見した。
ポチ
声 - 宮田幸季☆
『花咲爺』の犬。実はサクヤ姫の下で修行し神通力を身につけた神の遣い。天然かつ極めて真面目な性格であるが、些細なことでも悪事をはたらいた者に対して躊躇なく徹底的な罰を下す。

### 山神ファミリー
山に多くいる神々を木霊がわかりやすく説明するために呼んでいる総称。
木霊（こだま）
声 - 広橋涼
あの世の入り口である山で亡者を見守る木の精。見た目は幼い童子だが、鬼灯や閻魔よりもはるかに年長。普段は青木ヶ原樹海に住んでいる。山神ツートップの女神の不仲と木の精であるにも関わらず花粉症に悩まされており、春先になるとしばしば地獄に避難してくる。
木々や花などの植物に関わる世界中の神や妖精などが参加する「世界ユグドラシル連盟」の一員である。
石長姫（いわながひめ） / イワ姫
声 - 庄司宇芽香
ツートップの1人。少々小太りでそばかすがついている女性。妹サクヤ姫と一緒にニニギの元に嫁入りしたのに「醜い」という理由で送り返された過去がある。以来、サクヤ姫を恨んで、大の美人嫌いとなり、そのため「山の神は、醜いものを捧げると喜ぶ」という言い伝えができた。ヒステリックで気が強く、怒らせると大暴れしてあたりの木々をなぎ倒し、宝永大噴火を引き起こしたことがある。自分を異性として見てくれる鬼灯にほれ込み、彼へのアタックを行っている。鬼灯が結婚相手について「私が作った（脳）みそ汁を笑顔で飲める女性」と言ったことから一度破局するが、バレンタインに脳みそ入りチョコレートを自作してプレゼントした。
木花咲耶姫（このはなさくやひめ） / サクヤ姫
声 - 小松未可子
ツートップの1人。ニニギの妻。姉の石長姫とはタイプの異なる美人でゆるふわガールで性格も良い女神。本人に悪気はないのだが、夫が一緒に嫁入りした姉だけ娶らずに送り返した一件と姉妹で容姿が違いすぎること自体が問題で、姉との和解を望んでいるがなかなか仲直りできないでいる。懐妊時にニニギとの間にわだかまりができたが、現世に来ていた子供時代の鬼灯が発案したイリュージョンで無事出産、仲直りした。
なお、そのイリュージョンの完成度は、「手品」がない時代だった上にニニギがパニックで判断力を欠いていたから通用した程度の物であり、後に鬼灯自身も反省している。
木霊同様「世界ユグドラシル連盟」の一員である。
ニニギ
声 - 三瓶雄樹
サクヤ姫の夫で高天原から日本の統治を任された天孫。かつて山神ツートップの女神と婚約を結ぶ際、「醜い」という理由でイワ姫を突き放した挙句送り返した他、サクヤ姫が懐妊した時に本当に自身の子か疑うなど色々と無責任な発言が目立つ人物。しかし、実際のところは自分に今ひとつ自信が持てないごく普通の若者で、姉妹への仕打ちには申し訳なく思っている。
山幸彦
ニニギとサクヤ姫の息子の1人。浦島太郎のモデル。

### 龍宮城
日本と中国の境にある海底の仙境。桃源郷同様に金丹の研究が行われている。正しくは「ワタツミの宮」であり、「蓬莱」とも呼ばれている。桃源郷には時折現世から迷い込む者もいるが、海底の竜宮には事故に遭ったなど以外では滅多に訪れる者もいないため、来客があると大騒ぎになる。
塩椎（しおつち）
声 - 高橋伸也☆
潮の流れを操る神。通称「シオッチ」。『浦島太郎』に登場する亀のモデルなのに『ウサギとカメ』の方の亀と間違われることが多く、その都度ツッコミを入れている。亀をイジメる子供が嫌い。
綿津見（わたつみ）
声 - 坂東尚樹 ☆
龍宮城の主である海の神。
豊玉姫（とよたまびめ）
声 - 國府田マリ子☆
綿津見の娘。乙姫のモデルとされるお姫様だが、正体はサメ。

### EU地獄
サタン
声 - 玄田哲章
EU地獄の王。かつては天使ルシファーだったが堕天してEU地獄の王となる。元々は美形だったようであり、堕天した時に角と体毛が生え筋骨隆々とした体型になったが、マッチョ志向だった本人は大変気に入っており、講演会では必ずこの話をする。EU地獄で働くメイドの服のデザインは自らが手がけている。
史実通りの傲慢な性格で、他の地獄に所属する者を見下している。日本の地獄を支配下に置こうと視察に来るが、鬼灯の冷徹な仕事ぶりに驚愕し続けた挙句、万能薬の原料にされると勘違いし「オーマイゴッド」と主に救いを求めながら逃げ帰った。野望を捨てたわけではないが、日本側をナメきった親書を送っておきながら乗り込んできた鬼灯に威圧されるなどひどい目に遭うことが多い。普段は日本のゲームにハマっていたりメイド喫茶そのものの生活を謳歌しているらしく、しばしば鬼灯に「暇だろ」「キモい」と言われている。
ハウスダストアレルギーで、サタンの居城は見た目こそそれっぽい雰囲気にしてあるが床の掃除は行き届いており埃ひとつない。
ベルゼブブ
声 - 小西克幸
「サタンの右腕」を自認するEU地獄のNo.2。別名「蝿の王」。元は「バアルゼブル（蝿殺し神）」。妻はリリス。鬼灯に勝ち優位に立ちたいと考えるも、何かと負かされ格下にあしらわれる。胃液は毒で出来ており、空港の異物検査の検問に引っかかることがある。
エリート志向でプライドが高く格好つけたがる性格をしている。鬼灯とは互いの性格を嫌い合っているが、「地獄のNo.2」同士であることや、メイド服好きという共通の嗜好を持つなど、息が合う部分もあり、男の友情は若干芽生えている。周囲、特に鬼灯とリリスに翻弄される傾向があり、ストレスが溜まりやすい。鬼灯と異なり上司であるサタンに対しては絶対服従を公言し、多少サタンが無茶をしても苦言を呈する程度。自分が気に入っている相手の無体・無茶振りは結果的に受け入れる傾向があり、白澤には「根本的にマゾ」と評されている。
レディ・リリス
声 - 本田貴子
ベルゼブブの妻。西洋の女悪魔リリムの母親でもある。誘惑が本分で、どんな男でもとりあえず誘う。彼女に気に入られたら最後、街ごと男が堕落するとさえ言われる。「どちらが上か下か」でアダムとの大喧嘩の末にエデンを出奔し、悪魔とできちゃった結婚を繰り返した末に、ベルゼブブの妻に収まる。
なんとなく結婚した夫のことを「大事な財布」と思っている。妲己とは親友で、『世界悪女の会』ではツートップの一角を担っている。好色家同士の白澤と出会った瞬間に意気投合し、無言でアドレス交換した。
所有するコスメブランド 「リリスのルージュ」は、日本の地獄でも商品が販売されたほか、ピーチ・マキがCMに起用され、後に支社・直営店の進出を果たす。妲己からコラボモデルを提案され乗り気になっている。

スケープ
声 - 遠近孝一
元は悪魔に生贄として捧げられたヤギ。ベルゼブブに拾われて以来リリスのお付きとして働いている。ベルゼブブのプライドの高さと神経質さに呆れリリスの奔放ぶりに翻弄されつつも、立派な暮らしをさせてくれることに感謝しており境遇が似ている鬼灯も周囲に対して同じような感情を持っているのでは、と感じている。
天界にいる白ヤギのウーア（『オオカミと七匹の子ヤギ』の一番末っ子のメス）と文通している。
ダミアン、リーガン
ホラー映画で有名な「悪魔の子」。リーガンのリアクションは何回も見ているベルゼブブをも恐れさせる。

### イギリス冥界
マジカル・マリン
声 - 野沢雅子
魔女の谷に住む、ローブを纏い杖をついた老婆というステレオタイプの魔女。リリスの仕事仲間兼茶飲み友達で、友人には白雪姫に一杯くわせた魔女がいる（昔友人が住んでいたお菓子の家を借りて住んでいる）。300年前からドジが多い自称「ドジ魔女っ娘」で、よく薬を爆発させる。また、カエルを苦手とする。
おもな仕事は、サバトの生贄をEU地獄のサタン城に連れていくこと。箒での飛行を不得意とする一方、魔女の中でも悪魔寄りで、ザルで空を飛ぶのは得意。

### エジプト冥界
アヌビス
声 - 谷山紀章
黒ジャッカルの頭部を持つ神。エジプト冥界のオシリス王の補佐役で死者のお迎えと裁判で死者の心臓を計るのが主な仕事。「お迎え」担当ということで客人のガイドを務める場合もあることからやたらと愛想が良い。秤マニア同士で樒と、犬同士でシロとそれぞれ意気統合する。第10話「精神的運動会」にも登場している。壁画でも知られている通り横顔がキメ顔である。同じ神であるインプトという妻がいながら女性をナンパする癖があり、その際は例外なく相手をクレオパトラに譬える。またミイラ作りの神でもあることから他文明のミイラに並々ならぬ興味を抱いており、鬼灯とともにアメリカン凶霊のスカーレットに会いに来た時は彼女のミイラに大興奮していた。
トト
エジプトの大地を区分けした月と書記と知識の神。知識の神というだけあって幅広い知識を持つが日本の知識に関しては中途半端。妻は同じ神であるマアト。
オシリス
エジプト冥界の王。閻魔と同様に裁判官としての顔も持つ。壁画ではのっぺりした顔で描かれたが、本人は威厳ある凛々しい顔立ちのイケメン。
ネム
邪神セトが治めるツアトの悪魔。霊の国の街中のいたるところにいて、目を付けた者をツアトに引きずり込む。アヌビス曰く「日本の獄卒と違い本気の悪鬼」。
スカラベ
フンコロガシの姿をした太陽神。第10話（アニメでは第5Bパート）「精神的運動会」の玉入れ競争では彼が作った玉が使用された。
ハトホル
愛と美と母性の女神。頭は牛、身体は細見のモデル体型の女性。牛頭とはライバル関係。
マアト
正義の女神。トトの妻。ハトホルと牛頭のどちらが美しいかという争いを止めようとしたが、自分の特技である審判を持ち出され、言いくるめられる。

### ギリシャ冥界
ハデス
ギリシャの冥界の王。気難しい性格で人付き合いが得意ではなく、あまり友好的ではないが浮気性の一面があり、リリスと一回食事をした。
ペルセポネ
ハデスの妻。ハデスに気に入られたため半ば強制的に冥界に住むことになった。そんな経緯のためか遊びたいストレスが爆発した模様（後述）。
ミノス
地中海クレタ島の王。その昔、海神ポセイドンから借りた牛を返す約束を破って、呪われた妻から生まれたミノタウロスの世話をする羽目になった人。大神ゼウスの隠し子の1人で、死後ギリシャ冥府の裁判官を務める。
ミノスの妻
ミノスが海神ポセイドンとの約束を破ったことで、とばっちりを受けた人物。
ミノタウロス
牛頭人身の怪物。ブログ「メゾン・ド・ラビュリントス」を公開中。1LDKに住んでいるらしい。
ヘルメス
死者を案内している。
カロン
川の渡し守。本来は老人だが、死者が増えて船が1つでは足りなくなったため、ペルセポネの趣味でプロデュースした美少年のカロン達が増員された。
ヘカトンケイル
門番をしている100の手と50の頭を持つ怪獣。
ケール
名前のみ登場。死神。リリスを誘った。
ラダマンテュス
名前のみ登場。裁判官。リリスを誘った。

### 瑞獣
麒麟（きりん）
声 - 辻親八
白澤の薬局によく来る瑞獣。人間態は老人、瑞獣態は現世のキリンビールのイラストに似た姿をとる。事実ビールも好物なのだが最近はプリン体を気にして控え気味。年齢は白澤より年上。白澤の女癖の悪さには迷惑している。
鳳凰（ほうおう）
声 - 青山桐子（第1期）→小澤亜李（第2期）
麒麟と一緒に薬局にやってくる瑞獣。人間態は麒麟とは逆に頬に隈取りした子供の姿（白澤の作った若返りの薬によるもの）。白澤よりも年上であり、本人曰く「公共施設全てにおいて半額で入れる」という理由で子供の姿を利用するしたたかな面を持つが、年寄りらしく病弱な面も見せる。テレビで「鳳凰の具体的占い」という吉兆を配信するコーナーのレギュラーを務めているが、本人的にはテンションを維持するのがそろそろきついとのこと。白澤の女癖の悪さに辟易している。

### 現世
矢田寺の満慶（まんけい）上人
かつて閻魔大王が「心が洗われる話が聞きたい」と言った時に、鬼灯の代役をしていた小野篁によって生きたまま現世から地獄へ連れてこられた僧侶。小野篁と地獄巡りをして現世に帰った。
鬼ヶ島の鬼
かつて桃太郎に倒された年老いた夫婦の瘟鬼（おんき）。その時代の人間にとって一番迷惑な疫病を拡散する特技を持つ。室町時代には疫病を撒き散らすついでに金品も盗んでいたが、年をとってからは夫（声 - 下山吉光）は風邪を流行らせるだけ、妻（声 - 佐藤はな）野菜を盗むだけになってしまっている。息子の将来を心配しながらも甘やかす姿から桃太郎に説教された。
早流（はやる）
声 - 山下大輝
夫婦鬼の息子。地獄アニメ『チャイニーズエンジェル』の登場人物・エンジェルうぐいすを愛し一日中パソコンに向かいあうニート。両親に将来に安否を気遣われていたが、実はコンピュータウィルスを作成・拡散していたことが鬼灯によって明かされ、烏天狗警察に逮捕された。

首無し女
声 - 稲川英里
自分の首を脇に抱えた女性の霊。ミキ曰く「『遭遇したくないタイプトップ3』に入る」。とある会社で人を脅かす、求人広告の写真に写り込むなどの悪戯を繰り返していたが、現世視察として派遣会社勤めをしていた鬼灯に見つかり、お迎え課に連絡された。
スカーレット=テイラー四世
アメリカン凶霊。13歳没。好きな小説家はスティーヴン・キング。「スカーレット」は生前の名前で、由緒正しき呪われた一家に生まれ、呪われた生活を送り、忌まわしい事件によって亡くなった。普段は怖がられたり忌避されている分、褒められると弱い。
自分の居着くホラーハウスを訪れた鬼灯を仲間とともにポルターガイストで脅かそうとしたが、怖がりもせず家の中を見物されたことで「訳の分からない屈辱」に悩んでいる。
鬼灯に同行し、人間に擬態したアヌビスには自身のミイラを見て興奮されたが、自分ではさすがに気持ち悪がっていた。
サタンがメイドとしてスカウトしようと企んでおり、代理として訪れるベルゼブブとリリスの依頼で鬼灯が同行することが多い。
自分を見ても怖がらず、ただ見ているだけでマイペースに接してくる鬼灯を「東洋エイリアン」と呼ぶ。一方でお互いの「人外の存在」になった経緯に似た部分が部分があることで親近感を覚えるなど、鬼灯に対し好意を持っている様子。
チャッキー、フレディ、ジェイソン、ダミアン
テイラー邸を訪れたゴーストバスター3人とエクソシスト。スカーレットを除霊しようとしたが、あっさりと返り討ちに遭い霊となる。現在は邸に括られておりスカーレットの下僕になっている。

## 世界観
本作には地獄や天国、現世、桃源郷などの仙境、さらには海外の地獄が登場する。このうち、天国・地獄・現世の境には牛頭と馬頭が門番を務める地獄の門で区切られている。また、本作における天国の亡者たちは物欲が薄いため、天国にある高天原ショッピングモールは観光客を相手にした商売をしている。

### 日本地獄
日本の冥界はかつて黄泉と呼ばれる一つの場所だったが、亡者によって混乱していたため、日本人初の死者（のちの閻魔大王）の改革により天国と地獄ができた。閻魔大王は初代補佐官としてイザナミを任命したが、彼女が地獄を乱造したため、鬼灯を二代目補佐官に任命し、現在に至る。
日本地獄には鬼や妖怪、さらには十王の審議で地獄落ちをまぬがれた者が住んでおり、古株になると地獄という制度ができる前の時代から住んでいる者もいる。このうち、鬼は様々な生まれ方や種別があるものの、多くに共通する特徴として「角がある」「酒好き」などがある。膂力に優れ頑健な身体を持つため、亡者ほどではないものの、大抵の怪我はすぐに治ってしまう高い回復力も持っており、中でも強い鬼や偉い鬼は「鬼神」と呼称される。なお、豆は鬼の弱点ではなく、食べ物の一種として扱われている。
十王の裁きにより地獄に落ちた亡者を痛めつける獄卒は、安定性と憧れから人気のある職業であり、鬼以外にも現世で何かしらの事件を経て就職した者も多い。募集・採用の条件は、鬼獄卒については「寺子屋（義務教育）を修了している」「なにかしらの職業に就いたことがある」などがあり、後者は幅広い視野を持った人材を採用することが目的である。勤務態度に問題のある獄卒は屎泥処の研究部署「フンコロガシ屎泥課」に左遷されることがあり、そこに飛ばされ戻ってきた者はある意味「勇者」扱いされる。また、酒のマナーを守れない獄卒の中で悪質な者、酒の席での袖の下・ハニートラップ、酔わせて淫行におよんだ者は、各処で亡者と同じ体験をさせられた後、感想文100枚を提出させられる（第168話）。獄卒以外は地獄の刑場には入れず、あの世と現世の行き来もビザなどの制限が多いため、元々地獄出身の一般の鬼神・妖怪は亡者や現世のことをよく知らない。そのため現世の情報は基本的にテレビか書物などのメディア情報、無罪放免になった亡者などから得ている。なお、作中の日本冥界は「洋服があまり普及しなかった現代社会」のイメージとされており、そのため衣類は基本的に和服かそれをベースとしたものである。これはデパートの従業員など制服の類、アイドルやモデルの衣装も例外ではないが、若い女性は着物にブーツや袴を合わせる場合もある。
日本地獄は、八大地獄と八寒地獄の2つに分かれ、さらに272の細かい部署に分かれている。地獄において亡者は十王によって裁かれ、泰山王までは7日ごとに裁判している。五官王曰く「（自身を含めて）十王は嘘には異様に厳しい」ため、十王の前で嘘をつくとその度に制裁を受ける。補佐官は各庁に第一から第五までの計5人いるが、常任は第二補佐官までであり、第三補佐官以下は管理職候補の研修ポストとして任命されている。
現世の移り変わりや常識の変化に伴い、地獄の中には存在意義（根拠となる罪）が失われている場所や実質的に活動停止している場所もあるため、定例会議を実施して既存の地獄を整理・改定している。定例会議によって見直しの対象となった地獄の一つに雨炎火処地獄があり、そこで勤務していた巨大象は不喜処地獄に異動になった。なお、同様の定例会議は十王と補佐官の間でも行われている。
亡者は十王による裁判で地獄逝きの判決と数百年から万年単位の刑を言い渡される。亡者は責め苦で食われたり焼かれたりバラバラにされたりしてもすぐに再生するため、盂蘭盆の間以外はほぼ24時間フルタイムで責め苦を受けている他、鬼灯の実験材料や獄卒らのストレス発散のはけ口に利用されることもある。流刑先が複数に渡る亡者については、獄卒によって該当の地獄へと順々に連れ回される。亡者たちは盂蘭盆に拷問から解放されるが、この時期に犯罪を起こした亡者は阿鼻地獄逝き・『中学時代の日記・文集を全国放送（ゴールデンタイム）の刑』となる。また、獄卒にとっては夏季休暇の日であり、夜になると盆祭（盂蘭盆地獄祭）が開催される。送り火の日の午前0時を過ぎると休み明けとなり、現世から戻らない亡者を獄卒全員で拘束（というより補導）に向かう。本来は藪入りである正月の16日も盂蘭盆とされていたが、この時期は忘年会や新年会の飲み過ぎ事故、餅をのどに詰まらせる事故などあの世全体が忙しいので拘束に時間を割くのが大変なことや、現代では亡者がその時期に帰っても家族が受験や仕事始めで出払っていることが多いため廃止された。

#### 刑場
等活地獄
暴力による殺害、虐待などといった殺生関係の地獄群。最も地獄というイメージに近いためか、出番が多い。不喜処地獄は動物をイジメた罪の地獄であるため、獄卒には動物が多い。また、不喜処地獄には亡者を襲う針口虫（しんくちゅう）という金剛の嘴を持った地獄生まれの虫がいるが、柿助らに食べられてしまうこともある。黒色鼠狼処は黒い鼠がいて罪人を食い尽くす。
黒縄地獄
盗み関係の地獄群。浄玻璃鏡の使用方法の説明で現世を覗く際、この地獄行きの亡者に準えた。財政破綻しかけているが再建したのかは不明。『地獄三十六景』では、茄子が黒縄地獄の岩を群青の原材料であるラピスラズリの代わりに絵の具として用いたところ、描いた絵は呪いの絵と化した。
また、アニメのオープニングで十六小地獄うち十三の小地獄が仏教上の史実同様不明と表記されている。
衆合地獄
邪淫罪の地獄群で、主に性犯罪者などが堕とされる。獄卒の7割が女性で、男性は筋金入りの硬派か軟派すぎる者しか就けない。それでも年に何人もが「恋の病」を理由に辞めてしまうため、男性獄卒にとっては阿鼻地獄よりも恐ろしいとの評判がある。現代では単に「プレイ」ともとれる行為についての地獄があるため、効果に疑問の声が上がっている。
衆合地獄刑場の前には衆合花街という歓楽街があり、店の多くがボッタクリである。風俗店の50%近くは狐（野干）で成り立っており、それゆえあの世には美にこだわることを意味する「狐と高須クリニック」という諺がある。
叫喚地獄
酒乱が落ちる地獄群で、アルコール依存症亡者の更生施設の一面もある。高度経済成長期以来、ここに落ちる亡者が増え続けているため拡張工事を余儀なくされている。亡者のほとんどが「酔っている間の自分の悪行」を覚えていないことから効果が疑問視されていたが、亡者が起こした騒動を鎮圧する過程での鬼灯の発案により、それまでの禁酒地獄を「獄卒のコスプレによる上司から、義務的に飲酒を強要され続ける地獄」に変更することで解決した。
火末虫処
偽装表示などインチキ商売をしたものが堕ちる地獄。亡者は虫に姿を変えられてうごめいている。

大叫喚地獄
嘘つきが堕とされる地獄群であり、特に詐欺師や悪徳政治家などが流刑されてくる。文字通り上記の叫喚地獄よりも亡者の叫び声が大きく、その数も非常に多い。
金剛嘴烏処
この小地獄は本来「病気で苦しんでいる人に嘘や屁理屈を並べて、適切な治療や薬を与えなかった者」が堕ちる地獄だが、作中では「病気の人を病院に行かせない・休ませない等した者」も含まれるため「ブラック企業の経営者や管理職」や「何でも『気合で治せ』という者」も堕とされる。亡者は、この小地獄に住む金剛嘴鳥（こんごうしちょう）という金剛（ダイヤモンド）よりも硬い嘴を持つ鳥についばまれる。

焦熱地獄
人をたぶらかした者の地獄群で、「天邪鬼の巣窟」と呼ばれている。仏教とは相容れない考えを説いたり実践した者が対象とされており、一部の小地獄はルールやマナーの違反、背徳な者が流刑されてくる。
龍旋処
本来は「暴れる龍にボコられる地獄」だが、ティラノサウルスやラプトルなどの恐竜、サーベルタイガーにナウマンゾウなどの古代生物、さらにはゴジラといった怪獣もおり、ほかの獄卒からは『USJ（ユニバーサルスタジオジゴク）』と呼ばれている。鬼灯によれば、転生というシステムがある以上、古代生物は絶滅しているため、古代生物として転生することはもう無いので緩やかに数は減っている。
血河漂処
本来『破戒しても苦行すれば許される』、作中では『大げさに謝って苦しんで見せれば犯罪も許される』と思っている者が堕ちる地獄で、現代では万引き常習者も含まれる。血河漂処には、 丸虫（がんちゅう、まるむし）という口から火を吐いて亡者を焼いて食べる虫の獄卒がいる。

大焦熱地獄
悪しき理由で性的関係を持った者の地獄群。尼僧への性的暴行を働いた者や、脅迫により高僧を堕落させた女性などが対象。悲苦吼処には亡者を噛み砕く千の首長竜の獄卒や、水中に落ちた亡者を襲うシーラカンスがいる。
また、火髻処に生息する似髻虫（にけいちゅう）という虫は、対象の肛門から侵入して火と毒を吐き散らしながら内臓を喰い荒らし脳に到達する性質を持つ。千切られても頭が無事なら再生できる上に、知能はあるが虫であるため襲う相手の見境がないので、すぐに再生する亡者はともかく獄卒が喰いつかれると一大事になる。よって火髻処で働く獄卒は「鋼鉄のふんどし」か「特殊繊維製の防護スーツ」のいずれかの着用が義務付けられている。
阿鼻地獄
聖者冒涜の地獄群。無間（むげん）地獄の別名を持つ、地獄の最下層にあり最も恐ろしいところ。広大で対象となる亡者も多いため政令指定地獄となっているが、亡者は地表に落ちるまで業火の中を2000年落下し続けるため服役している人数はそれほどでもなく（計算上は弥生時代後期の亡者もまだ堕ちている途中）、仕事自体はまだ暇な方である。最近では「堕ちている間の時間が勿体ない」と思った鬼灯の発案により、落下中の亡者に本人の生前の行動を記録したDVDをひたすら見せ続ける措置が加えられている。
阿鼻地獄には、柿助が起こした傷害致死事件で仇打ちに参加したスズメバチが率いる80種500億匹ほどの虫獄卒が放たれており、鬼灯は「仇討ちの精神を持ち計画性も協調性もある」という考えからスズメバチを起用した。なお、虫獄卒を大量に放つというアイデアは、かつて鬼灯が提案して否決された御器噛（かぶ）りさん地獄」の代案である。
最も重罪の亡者が堕ちる地獄だけあって、コミックの『新（獄）卒』での新採獄卒見学では「新卒はあまり就けない」、アニメの『かちかぢごく』の新人獄卒再研修での見学でも鬼灯は「ここでの仕事ができてようやく一人前」と説明している。なおあまりにもすごい内容の拷問のためかどちらもモザイク処理が施されている。
このほかにも、水源を破壊して人々を渇死させた亡者が堕ちる 閻婆度処ではプテラノドンと閻婆（地獄生まれの巨大鳥）が亡者を口に咥えて高所から叩き落すほか、黒肚処にはツチノコが獄卒として勤務している。
八寒地獄
極寒の地獄。雪鬼や雪女、ナマハゲ、ペンギンなどが獄卒として働いている。閻魔大王（と鬼灯）の管理下にあるが基本的に運営は現場に一任されており、一時は独立を画策していた。八大地獄同様「頞部陀（あぶだ）→尼剌部陀（にらぶだ）→頞哳吒（あたた）→臛臛婆（かかば）→虎虎婆（ここば）→嗢鉢羅（うばら）→鉢特摩（はどま）→摩訶鉢特摩（まかはどま）」の順に形成されており「あぶだ＝等活」「まかはどま＝阿鼻」というように罪の重さによって亡者の流刑先が決まっている。
孤地獄
十六大地獄とは別に設けられた、対象となる亡者が一番嫌がるもので責め苦を行うオーダーメイド地獄。鬼灯が大好きな地獄でもある。
待ち伏せ地獄
鬼灯が新たに考案した、『お菓子の家』のように誘惑度の強い地獄。建物の屋根や外壁などに美味しそうな料理の匂いがついたサンプルを配し、より多くの亡者を誘い込む。また、外国冥界からの観光客と経済効果を当て込み一般公開されている。主に猫獄卒が担当するがライバル心を燃やした犬獄卒も参戦している。ただし、それも業務の効率向上と活性化を狙った鬼灯の意図によるものである。
この地獄の新設に先立ち宮沢賢治の『注文の多い料理店』を再現して亡者の誘因性を確認、小判など地獄のマスコミに一般公開して猫獄卒の募集活動につなげた。
花粉地獄
鬼灯が新たに考案した地獄。『闇火風処（あんかそうしょ）』という熱風の地獄に大量の花粉を散布するというもので、亡者に大変不評だったために定着予定。
簡易地獄
裁判を全て終えて「まぁ大した罪なし」となった亡者が一回だけ舌を抜かれる罰を受ける地獄。その後は天国逝きまたは現世へ転生されるが、逃げたら即刻地獄逝きとなるため、長蛇の列にもかかわらず皆大人しく順番を待っており、集団予防接種のような光景が繰り広げられる。
賽の河原
親より先に死亡した親不孝者として罰（修行）を受け、それを終えたとみなされると前述の通り転生（現世へ卒業）される。作中での罰は石積みからジェンガ積みに変わっている。
毎年12月22日の冬至前後に行われる天国と地獄の大掃除の際は、閻魔大王とお地蔵さまが慰問に来る。

#### 刑場以外の部署・機関
記録課
死後の裁判の証拠として現世での人間の行動を出生から死亡まで全て記録する部署で、各庁の裁判の際に判例を記録し補佐官を補助する「司命・司録」という職務も行う。地獄でのトラブルの際に鬼灯がすぐ対応できるよう閻魔庁に属している。記録課のモットーは「コツコツ」で飽き性・適当・気まぐれ一切ご法度、あの世一正確さが求められるため、採用面接でも適性の有無が一番重要視される。
主な業務は倶生神の記録の清書であり、自筆による責任の明確化と、パソコンの故障による業務の遅滞防止の観点から手書き厳守となっている。それゆえ常に大量かつ正確な筆記が要求されることから獄卒の精神的負担は大きく、記録課の様子を見た鬼灯に医務室とカウンセリング室の常設が必要と判断された。
烏天狗警察
獄卒や妖怪の違法行為の取り締まりを行う機関で、緊急通報用電話番号は093（れいきゅうしゃ）である。大半が烏天狗であるため、潜入捜査の際不都合をおよぼす。
凶悪妖怪は減り、刑場内の事件は獄卒の管轄であるため、烏天狗警察で扱うような大事件は激減しており、そのため何か大きめの事件が起こると一斉に色めき立つ。
お迎え課
亡者のお迎え・回収に当たる部署。
技術課
拷問器具の開発・監修・製作を行う部署。

#### 地獄の名所・名物・行事
獄卒大運動会
1年に一回、古株から新卒まで獄卒が一丸となって楽しむ行事。ただし、100回目（第10話）は鬼灯が大会委員長となったため、「鬼は基本的に体力バカ」という一面を払拭すべく全体的に精神的負担を伴うものとなった。
八寒地獄でも獄雪合戦という同様の趣旨の行事が行われている。
金魚草コンテスト
針山のふもとで開催されている、大きさ・色・鳴（泣）き声などを競うコンテストで、模擬店もある。入場料は無いが、金魚草を荒らされる恐れが高いため「猫かたくお断り」となっている。
金魚草フェスティバルも行われており、TVでも取り上げられている。金魚草大使選定も行われており、鳴き声のモノマネ審査をやっているが、その様子を見たピーチ・マキに「ハタから見ると狂気の沙汰に近い」と評された。
カカオ撒き
節分とバレンタインが原因で2月の仕事の出来が悪い対策として鬼灯が考案。獄卒にカカオ豆と実を配り女性は意中の男性に思いっきり、男性と想い人のいない女性は亡者にぶつけるもの。そのため、獄卒には「節分・バレンタインチャンポン」と評された。しかし、たまたま閻魔殿に来たイワ姫が鬼灯にチョコを差し出したことに触発されてほとんどの女性獄卒が鬼灯宛に隠し持っていたチョコを差し出し、男性獄卒を落胆させた。
浄玻璃鏡
閻魔大王の前で亡者の生前の行動を映し出す鏡。元は照魔鏡という化け物の正体を映し出す鏡で、鬼灯が平賀源内の協力を得て魔力と電力のハイブリッドに改良した。リモコンでザッピングはできるが、明確に条件指定ができない限り映したい日時（亡者が罪を犯した場面など）を一発で表示することはできない欠点がある。また、亡者の行動以外にも地獄成立時から視聴時点までの現世（海外含む）を映し出すことができる。周囲を9枚の鏡で囲むと映し出した対象の「その時考えていたこと」を文字・画像化して映し出すこともできるのだが、電力の消費量が激しい。
変成庁に浄玻璃鏡のレプリカがあり、こちらは手鏡の形状で現世の遺族がちゃんと供養をしているかを見る。
現世フェスティバル
地獄の一般住民に現世をPRするため閻魔殿前で開催されたイベント。現世の風景写真や自動車などの展示や現世の料理の提供の他、閻魔大王プロデュースの『亡者の館』（亡者の解説と責め苦の体験コーナー）を出展した。
ぽっくり百貨店
地獄にあるデパートの1つ。前述の『Comer×Comer』などのブランドショップの他に地獄らしく拷問道具の専門店もある。

まきみきのあちこちレポート
ピーチ・マキとミキがさまざまな場所を紹介する番組。現世でのロケ中に鬼灯と出会いトラブルに見舞われるが、それらは閻魔大王と篁が「縁結びの札」を利用して鬼灯とピーチ・マキを結び付けようと画策した際に神々から提供された“きっかけ”が原因だった。
おとぎ人
種族に関係なく、おとぎ話の登場人物というカテゴリーを作るという試みで生まれたコミュニティ。会合には、実在した歴史上の人物である牛若丸（かろうじておとぎ話みたいなもの）や小野篁（鬼灯曰く「この人の伝説は完全におとぎ話でいい部類」）、「具体的な被害」しか存在しないチュパカブラ（自称「プエルトリコのおとぎ話」）まで参加していた。もっとも会場には「おとぎ話」と言っていいのか微妙な『古事記』に出てくる岩長姫や因幡、「おとぎ話」というより「怪談」の登場人物であるお岩の姿も確認されている。
じごくじびき
地獄の商店街で開催された福引き。景品は「肉1トン」「八塩折の酒10樽」などで、特別賞は「拷問（する側の体験）」「子宝（相手探しのオプション付き、権利の譲渡可能）」、残念賞は「不幸」。
衆合合戦
大勢の客の前で、狐と狸それぞれの代表が化け比べを行うイベント。客の支持をより多く集めた方が勝ちとなり、勝った方が負けた方の店舗を一軒手に入れられる。化ける「お題」は客の中からランダムで選ばれる。司会は鬼灯が担当。喧嘩・迷惑行為などにおよんだ者は直ちに捕らえられ、会場横の刑場に放り込まれる。

### 海外の冥界・地獄
EU地獄
人を堕落へと導き、その誘惑に負けた人間をさらに苦しめることを生業とする。生前の罪に応じて亡者を呵責する日本の地獄とは大きく異なる性格を持つ。
イギリス冥界
魔女の谷
イギリス冥界にある人口30万人程度の小さな都市。国際化がかなり制限された伝統的な場所で人気の観光スポット。ただし、そこの物品は魔女の産物のために域外持ち出しには厳重な検査がかけられ、中でも『魔女の医薬品』は第一級国際輸入制限品であり、白澤の極楽満月でも取扱不可となっている。
ホモサピエンス擬態薬
『魔女の医薬品』の1つで、角や耳を完全に隠して人間に擬態するための内服薬。ただし、「30mlで30万円」と極めて高価であるうえ、一口で効き目は1時間しか持たないために税関などにしか使えず、さらに副作用でとても眠くなる。なお、副作用の無いバージョンも40万円で販売されている。

エジプト冥界
神の国・霊の国・地獄の3世界で成り立つ。神の国の中心にオシリス王の宮殿があり、死者の裁判が行われる。善良な死者は神の国へ逝き、普通の死者は霊の国で生前と同じような暮らしを営み、悪しき霊はアメミトに心臓を食われた後ツアト（地獄）逝きとなる。日本の地獄が（何時終わるかはともかく）刑期を終えれば転生するのと違い、エジプトではツアト逝きは転生もできない完全な消滅とされる。この国の神は獣の頭部を持つ者が多いが、男性神が人化すると極めて特徴的なのに対し、女性神は超絶美女となる。
ギリシャ冥界
ハーデスが支配する冥府で、ダンテの神曲で有知られるようになった場所。
ハデスの館は、主が気難しいため、勝手に入れない。
また、カロンの船着き場では、元祖のカロンだけでは手一杯なために複数のカロン役が着任しており、被ったマントから覗くその顔は美形であることからか乗るのに渋る亡者が激減した。

### 現世
どっぷり湯
現世の東京都にあるスーパー銭湯。鬼灯が唐瓜・茄子の実習を兼ねて現世をうろつく亡者の回収に出動し、「通常の銭湯より若い女性が多い」という理由で女湯にいた大量の男性亡者を、先行したお香の協力により拘束した。
縁結びの札
酒と恋バナが好きな日本の神々が人々の外見や趣味などを考慮し、きっかけを進呈するというもの。鬼灯曰く「暇な神々の余興」。
江戸川満月
路地裏にある怪しげな薬屋。極楽満月の系列店らしく、霊能者や妖怪、神、西洋の魔女などが客としてやってくる。
大山祗神（おおやまつみ）文化会館
青木ヶ原樹海にある賃貸用イベントホール。舌切雀や鶯長者などのおとぎ話に出てくる「山の中の一軒家」は大抵がこの建物であるらしい。
ハロウィン
10月31日の感謝祭の前夜で、元はケルトの行事。本来は「地獄の釜の蓋が開く時」であり、現世に現れる魑魅魍魎の襲撃を避けるための仮装だった。現世においてはまきみきがデパ地下スイーツコーナーのレポートが行われるほか、市井においては南瓜とお化けの仮装に代表される謎行事と化している。鬼灯は百鬼夜行と評し、また「ジャック・オー・ランタンは本来蕪で、亡者の持つ提灯即ち鬼灯自身」だと説明した。地獄では白澤の起こしたハロウィン仮面事件で衆合地獄の花街が謎の怪奇南瓜で埋め尽くされる。

## 書誌情報
カバーを外した本体にはその巻の登場キャラや内容などを鳥獣人物戯画に模した『鳥獣人物鬼画』が描かれている。その画中の注釈は漢字とカタカナが用いられ仮名遣いも現代とは異なる（例：桃太郎ブラザーズ→桃太郎ブラザアズ）。なお、作中世界の表現（第1巻の3ページおよび34ページ）で同様の標記が用いられている。
- 江口夏実 『鬼灯の冷徹』 講談社〈モーニングKC〉、全31巻
  1. 2011年5月23日発行、ISBN 978-4-06-387017-6
  2. 2011年8月23日発行、ISBN 978-4-06-387035-0
  3. 2011年11月22日発行、ISBN 978-4-06-387061-9
  4. 2012年2月23日発行、ISBN 978-4-06-387086-2
  5. 2012年5月23日発行、ISBN 978-4-06-387110-4
    - 「金魚草一筆箋」付き限定版、ISBN 978-4-06-362217-1

  6. 2012年8月23日発行、ISBN 978-4-06-387135-7
    - 「金魚草柄の風呂敷」付き限定版、ISBN 978-4-06-362229-4

  7. 2012年11月22日発行、ISBN 978-4-06-387159-3
    - 「金魚草根付」ストラップ付き限定版、ISBN 978-4-06-358401-1

  8. 2013年2月22日発行、ISBN 978-4-06-387190-6
    - 「ラバーストラップ」付き限定版、ISBN 978-4-06-358428-8

  9. 2013年5月23日発行、ISBN 978-4-06-387212-5
    - 「3種類のマスキングテープ」付き限定版、ISBN 978-4-06-358435-6

  10. 2013年8月23日発行、ISBN 978-4-06-387240-8
    - 「シロ根付」付き限定版、ISBN 978-4-06-358444-8

  11. 2013年11月22日発行、ISBN 978-4-06-387269-9
    - 「首振り猫好好ちゃん」付き限定版、ISBN 978-4-06-358463-9

  12. 2013年12月20日発行、ISBN 978-4-06-387273-6
    - 「キャラクターシール」付き限定版、ISBN 978-4-06-358477-6

  13. 2014年2月21日発行、ISBN 978-4-06-387295-8
    - 「レディ・リリスの魅惑のラバーストラップ」付き限定版、ISBN 978-4-06-358494-3

  14. 2014年5月23日発行、ISBN 978-4-06-388333-6
    - 「腰かけ座敷童子人形」付き限定版、ISBN 978-4-06-358495-0

  15. 2014年8月22日発行、ISBN 978-4-06-388361-9
    - 「動物おしり付箋」付き限定版、ISBN 978-4-06-358716-6

  16. 2014年11月21日発行、ISBN 978-4-06-388393-0
    - 「地獄を陰で支える鬼灯の吸盤付きスタンド」付き限定版、ISBN 978-4-06-358717-3

  17. 2015年2月23日発行、ISBN 978-4-06-388426-5
    - 「新作オリジナルアニメDVD (OAD)」付き限定版、ISBN 978-4-06-358718-0

  18. 2015年5月22日発行、ISBN 978-4-06-388457-9
    - 「オリジナルアニメDVD」付き限定版、ISBN 978-4-06-358719-7

  19. 2015年8月21日発行、ISBN 978-4-06-388486-9
    - 「オリジナルアニメDVD」付き限定版、ISBN 978-4-06-358720-3

  20. 2015年11月20日発行、ISBN 978-4-06-388524-8
    - 「まきみき危機一発フィギュア」付き限定版、ISBN 978-4-06-358781-4

  21. 2016年3月23日発行、ISBN 978-4-06-388573-6
    - CD付き限定版、ISBN 978-4-06-358804-0

  22. 2016年7月22日発行、ISBN 978-4-06-388618-4
    - がまぐち付き限定版、ISBN 978-4-06-358827-9

  23. 2016年11月22日発行、ISBN 978-4-06-388660-3
    - CD付き限定版、ISBN 978-4-06-397022-7

  24. 2017年3月23日発行、ISBN 978-4-06-388701-3
    - DVD付き限定版、ISBN 978-4-06-397024-1

  25. 2017年9月22日発行、ISBN 978-4-06-510212-1
    - 芥子メモスタンドフィギュア付き限定版、ISBN 978-4-06-397030-2

  26. 2018年3月23日発行、ISBN 978-4-06-511108-6
    - 地獄の両面ラバーストラップ付き限定版、ISBN 978-4-06-511304-2

  27. 2018年9月21日発行、ISBN 978-4-06-512406-2
    - フィギュア付き限定版、ISBN 978-4-06-512849-7

  28. 2019年3月22日発行、ISBN 978-4-06-514959-1
    - きの庁の十王補佐官手ぬぐい付き限定版、ISBN 978-4-06-515032-0

  29. 2019年9月20日発行、ISBN 978-4-06-517126-4
    - DVD付き限定版、ISBN 978-4-06-515736-7

  30. 2020年3月23日発行、ISBN 978-4-06-518876-7
    - DVD付き限定版、ISBN 978-4-06-515737-4

  31. 2020年9月23日発行、ISBN 978-4-06-520361-3
    - DVD付き限定版、ISBN 978-4-06-515738-1

より抜き
- 江口夏実 『鬼灯の冷徹〜ようこそ地獄へ〜』 講談社〈講談社KK文庫〉、2015年7月31日発行、ISBN 978-4-06-199575-8

スピンオフ
- 柴もなか 『鬼灯の冷徹 シロの足跡』 講談社〈KCデラックス なかよし〉、全5巻
  1. 2016年11月22日発行、ISBN 978-4-06-393077-1
  2. 2017年7月21日発行、ISBN 978-4-06-393231-7
    - 缶バッジ付き限定版、ISBN 978-4-06-358855-2

  3. 2018年9月21日発行、ISBN 978-4-06-513199-2
  4. 2019年9月20日発行、ISBN 978-4-06-516957-5
  5. 2020年9月23日発行、ISBN 978-4-06-520538-9

公式ガイド
- 『コミック&アニメ公式ガイド 鬼灯の冷徹 鬼灯なんでも入門』講談社〈KCデラックス〉、2017年10月6日発行、ISBN 978-4-06-393263-8
- 『公式コミックコンプリートガイド　鬼灯の冷徹 〜地獄の大事典〜』講談社〈KCデラックス〉、2020年9月23日発行、ISBN 978-4-06-519408-9

イラスト集
- 『獄彩絵画 江口夏実「鬼灯の冷徹」カラーイラスト集』講談社、2015年11月19日発行、ISBN 978-4-06-364976-5
- 『獄扉絵画 江口夏実「鬼灯の冷徹」トビラ絵コレクション』講談社、2016年9月21日発行、ISBN 978-4-06-365000-6
- 『「鬼灯の冷徹」落書き帳』講談社〈KCデラックス〉、2020年3月23日発行、ISBN 978-4-06-518997-9
- 『獄彩絵画 弐 江口夏実「鬼灯の冷徹」カラーイラスト集2』講談社、2020年9月23日発行、ISBN 978-4-06-520402-3

## テレビアニメ
第壱期（第1期）は、2014年1月から4月まで毎日放送ほか『アニメイズム』B1にて放送された。第弐期（第2期）は、2017年10月から12月までTOKYO MXほかにて放送および配信され、続編「第弐期 その弐」が2018年4月から7月まで放送された。なお、第1期と第弐期の間に原作単行本限定版付録としてオリジナル・アニメーション・ディスク(OAD)が制作されているが、このOADで初登場したキャラクターは特に説明もないまま第弐期に登場している。
シリーズ構成の後藤みどりは第1期と第弐期で共通だが、アニメーション制作スタジオは第1期がWIT STUDIO、第弐期がスタジオディーンと別々で、監督を含めた主要スタッフも第1期と第弐期で異なる。
第1期の監督とアフレコ演出は『となりの怪物くん』の鏑木ひろ、アニメーション制作は『進撃の巨人』のWIT STUDIO、ナレーションはタレントの稲川淳二がそれぞれ担当する。第2期のナレーションは真地勇志。
鬼灯役の安元洋貴と白澤役の遊佐浩二はオーディションで選ばれた一方、閻魔大王役の長嶝高士は事務所に直接オファーが来るという形で起用された。
長嶝は、閻魔大王のイメージと『鬼灯の冷徹』という作品名から当初は怖い役を連想したことをナタリーとのインタビューの中で述べており、第壱期の最初の方は体一つで体当たりするつもりで収録に臨んだと振り返っている。
テレビアニメ化に際しては「本気でふざける」ことが念頭に置かれており、原作の内容やそれに含まれる小ネタを再現する一方、アニメオリジナルの小ネタも盛り込まれている。また、上述の通り監督とアフレコ演出を鏑木が担当している縁から、第1期第7話では『となりの怪物くん』の主要人物が同作品の同じ声優の声を伴ってカメオ出演し、エンディングには「『となりの怪物くん』製作委員会」がクレジットされた。

### 沿革
テレビアニメ化は2013年7月4日に発表され、同日に公式サイトが開設されたほか、PVがアニメ・エキスポとJapan Expoで世界最速公開された後、同年7月6日には公式サイトでも公開された。また、同年10月26日にはニッショーホールで開催されたイベント「TVアニメ『鬼灯の冷徹』秋の大発表会 in 地獄 虎ノ門（※地獄の上に✕）」にて、放送枠・スタッフ・テーマソング歌手・キービジュアルが発表された。
2014年2月12日には、レコチョクの同年冬アニメランキングで第1位を記録したことが報じられた。同年2月23日にはイードの「アニメ!アニメ!冬アニメアンケート」の総合で第4位、男女別の女性編で第1位をそれぞれ記録したことが報じられた。
2014年8月30日には、さいたまスーパーアリーナにて開催された『Animelo Summer Live2014』の2日目に、下部記載の地獄の沙汰オールスターズ+牛頭&馬頭とピーチ・マキが出演した。演目は「開け!地獄の釜の蓋」「キャラメル桃ジャム120%」「地獄の沙汰も君次第」の3曲。稲川淳二もライブ用ナレーションで参加した。なお、別枠にて出演した喜多村英梨以外はエンディングの合唱に参加していない（出演者が当日まで未発表、またはあくまでも劇中キャラクターとしての参加という体裁だったため。パンフレットにも、出演者名や寄せ書きサインは未記載という徹底ぶりであった）。
2015年2月23日から同年8月21日にかけて発売された原作単行本第17巻 - 第19巻の限定版には、テレビアニメと概ね同じスタッフ・キャストで制作されたオリジナルアニメDVD（OAD）が各々1巻ずつ同梱された。
2016年には新プロジェクトが発表され、新作OADの制作などが告知された。スタッフィングが一部変更され、これまで監督だった鏑木は総監督となり、新たな監督は米田和弘が務める。また、アニメーション制作はWIT STUDIOからスタジオディーンに変更された。
2018年には新作OADの制作が決定し、2019年5月 - 2020年2月にかけて原作単行本の限定版に同梱されることが決定した。アニメーション制作はスタジオディーンからPINE JAMに変更されているが、メインスタッフは第弐期から引き続き参加する。

### スタッフ
|                               | 第壱期                              | 第弐期                           |
| ----------------------------- | ----------------------------------- | -------------------------------- |
| 原作                          | 江口夏実                            | 江口夏実                         |
| 監督                          | 鏑木ひろ                            | 米田和弘                         |
| 副監督                        | 長沼範裕                            | N/A                              |
| シリーズ構成                  | 後藤みどり                          | 後藤みどり                       |
| キャラクターデザイン          | 加藤寛崇                            | お祭似郎                         |
| プロップデザイン              | 幸田直子                            | 宮川治雄                         |
| 美術監督                      | 丁樹禄 竹田悠介                     | 春日礼児                         |
| 美術設定                      | イノセユキエ                        | 春日礼児                         |
| 色彩設計                      | 茂木孝浩                            | 吉田沙織                         |
| 撮影監督                      | 田中宏侍                            | 衛藤英毅                         |
| 3D監督                        | 佐藤敦                              | 佐藤敦                           |
| 編集                          | 今井大介                            | 松原理恵                         |
| 音響演出                      | はたしょう二                        | はたしょう二                     |
| 音楽                          | TOMISIRO                            | TOMISIRO                         |
| 音楽制作                      | キングレコード                      | キングレコード                   |
| プロデューサー                | 島居理恵                            | 島居理恵                         |
| プロデューサー                | 土屋潤一郎 和田丈嗣 丸山博雄 橋本龍 | 矢田晶子 角谷謙二                |
| アニメーション プロデューサー | 中武哲也                            | 齋藤隆行                         |
| アニメーション制作            | WIT STUDIO                          | スタジオディーン                 |
| 製作                          | 鬼灯の冷徹 製作委員会 MBS           | 「鬼灯の冷徹」 第弐期 製作委員会 |

|                               | その壱                  | その弐                  | その参                  |
| ----------------------------- | ----------------------- | ----------------------- | ----------------------- |
| 原作                          | 江口夏実                | 江口夏実                | 江口夏実                |
| 総監督                        | N/A                     | 鏑木ひろ                | N/A                     |
| 監督                          | 鏑木ひろ                | 米田和弘                | 米田和弘                |
| 副監督                        | 長沼範裕                | N/A                     | N/A                     |
| 脚本                          | 後藤みどり              | 後藤みどり              | 後藤みどり              |
| キャラクターデザイン          | 加藤寛崇                | お祭似郎                | お祭似郎                |
| 美術監督                      | 丁樹禄 竹田悠介         | 黛昌樹                  | 春日礼児                |
| 美術設定                      | イノセユキエ            | 黛昌樹                  | 春日礼児                |
| 色彩設計                      | 茂木孝浩                | 桂木今里                | 坂上康治                |
| 撮影監督                      | 田中宏侍                | 鎌田克明                | 町田啓                  |
| 編集                          | 今井大介                | 松原理恵                | 坂本久美子              |
| 音響監督                      | はたしょう二            | はたしょう二            | はたしょう二            |
| 音楽                          | TOMISIRO                | TOMISIRO                | TOMISIRO                |
| 音楽制作                      | キングレコード          | キングレコード          | キングレコード          |
| プロデューサー                | 島居理恵 加藤大         | 島居理恵 加藤大         | 島居理恵 加藤大         |
| プロデューサー                | 角谷謙二                | 角谷謙二                | 伊藤洋平 川添千世       |
| プロデューサー                | N/A                     | 矢田晶子                | 矢田晶子                |
| アニメーション プロデューサー | 中武哲也                | 浦崎宣光                | 向峠和喜                |
| アニメーション制作            | WIT STUDIO              | スタジオディーン        | PINE JAM                |
| 製作                          | 鬼灯の冷徹OAD製作委員会 | 鬼灯の冷徹OAD製作委員会 | 鬼灯の冷徹OAD製作委員会 |

### 主題歌
第壱期
オープニングテーマ
「地獄の沙汰も君次第」
作詞 - サイトウ"JxJx"ジュン、獄卒音楽連盟 / 作曲・編曲 - サイトウ"JxJx"ジュン / 演奏 - YOUR SONG IS GOOD
歌 - 地獄の沙汰オールスターズ［鬼灯（安元洋貴）、閻魔大王（長嶝高士）、シロ（小林由美子）、唐瓜（柿原徹也）、茄子（青山桐子）、お香（喜多村英梨）、YOUR SONG IS GOOD］
2014年2月19日に発売されたシングルは、同年3月3日のBillboard Japan Hot Animationで首位を記録した。OAD4ではエンディングテーマにも使用。
「地獄の沙汰も君次第〜2014冬ver.〜」（OAD）
歌 - 地獄の沙汰オールスターズ［鬼灯（安元洋貴）、閻魔大王（長嶝高士）、ピーチ・マキ（上坂すみれ）、ミキ（諏訪彩花）、檎（細谷佳正）、座敷童子 一子（佐藤聡美）、二子（小倉唯）、YOUR SONG IS GOOD］

エンディングテーマ
「大きな金魚の樹の下で」（第1話）
作詞・作曲・編曲 - 金魚草コンテスト審査委員会 / 歌 - 東京混声合唱団
曲とエンディング映像は日立のCMソング「日立の樹」のパロディとなっている。また諸般の事情により以降の再放送では別の新規EDに差し替えられた。
「パララックス・ビュー」（第2話 - 第7話、第9話 - 第13話）
作詞 - 大槻ケンヂ / 作曲 - NARASAKI / 編曲 - Sadesper Record / 歌 - 上坂すみれ
第13話では2番の歌詞が使用され、映像も一部変更されている。OAD3では挿入歌として使用された。
「キャラメル桃ジャム120%」（第8話）
発売・販売 - HELL CHILD / Sound concept - 獄卒音楽連盟 / 歌 - ピーチ・マキ（上坂すみれ）
本編内で一部登場していたピーチ・マキの新曲プロモビデオのフルバージョン。
「鬼の子見ていた地獄絵図 〜輪廻っていいな〜」（AT-X、再放送版第1話）
歌 - シロ・柿助・ルリオ
2014年12月5日にAT-Xでの再放送、および2017年9月に「第2期放送記念」としてAbemaTVにて再放送された際、このエンディングに差し替えられた。
「閻魔大王に訊いてごらん」（OAD）
作詞 - RUCCA / 作曲・編曲 - 岩橋星実 / 歌 - 上坂すみれ

第弐期
オープニングテーマ
「大！地獄地獄節」（第1話 - 第12話）
作詞 - サイトウ"JxJx"ジュン、獄卒音楽連盟 / 作曲・編曲 - サイトウ"JxJx"ジュン / 演奏 - YOUR SONG IS GOOD
歌 - 地獄の沙汰オールスターズ［鬼灯（安元洋貴）、閻魔大王（長嶝高士）、シロ（小林由美子）、柿助（後藤ヒロキ）、ルリオ（松山鷹志）、座敷童子・一子（佐藤聡美）、二子（小倉唯）、芥子（種﨑敦美）、YOUR SONG IS GOOD］
第2話から冒頭のシロと閻魔大王の台詞が変更されている。第13話はオープニング無し。
「拝啓、地獄より」（第14話 - 第26話）
作詞 - サイトウ"JxJx"ジュン、獄卒音楽連盟 / 作曲・編曲 - サイトウ"JxJx"ジュン / 演奏 - YOUR SONG IS GOOD
歌 - 地獄の沙汰オールスターズ［鬼灯（安元洋貴）、閻魔大王（長嶝高士）、シロ（小林由美子）、柿助（後藤ヒロキ）、ルリオ（松山鷹志）、座敷童子・一子（佐藤聡美）、二子（小倉唯）、芥子（種﨑敦美）、YOUR SONG IS GOOD］

エンディングテーマ
「リバーサイド・ラヴァーズ（奈落の恋）」（第1話 - 第12話）
作詞・作曲・編曲 - TECHNOBOYS PULCRAFT GREEN-FUND / 歌 - 上坂すみれ
映像では、その回の主な登場人物がマキの隣に座りながら、金魚草を見ている。
「地獄の沙汰も君次第」（第13話）
作詞 - サイトウ"JxJx"ジュン、獄卒音楽連盟 / 作曲・編曲 - サイトウ"JxJx"ジュン / 演奏 - YOUR SONG IS GOOD
歌 - 地獄の沙汰オールスターズ［鬼灯（安元洋貴）、閻魔大王（長嶝高士）、シロ（小林由美子）、唐瓜（柿原徹也）、茄子（青山桐子）、お香（喜多村英梨）、YOUR SONG IS GOOD］
「地獄でホットケーキ」（第14話 - 第26話 ）
作詞 - 桑原永江 / 作曲・編曲 - 渡部チェル / 歌 - 上坂すみれ

### 各話リスト
| 話数         | サブタイトル                           | 脚本       | 絵コンテ          | 演出                | 作画監督                                                                  | 総作画監督        | 初放送日       |        |        |        |        |        |        |        |        |        |        |        |        |        |        |        |        |        |
| 第壱期       | 第壱期                                 | 第壱期     | 第壱期            | 第壱期              | 第壱期                                                                    | 第壱期            | 第壱期         | 第壱期 | 第壱期 | 第壱期 | 第壱期 | 第壱期 | 第壱期 | 第壱期 | 第壱期 | 第壱期 | 第壱期 | 第壱期 | 第壱期 | 第壱期 | 第壱期 | 第壱期 | 第壱期 | 第壱期 |
| ------------ | -------------------------------------- | ---------- | ----------------- | ------------------- | ------------------------------------------------------------------------- | ----------------- | -------------- | ------ | ------ | ------ | ------ | ------ | ------ | ------ | ------ | ------ | ------ | ------ | ------ | ------ | ------ | ------ | ------ | ------ |
| 1            | 地獄大一番                             | 後藤みどり | 鏑木ひろ          | 鏑木ひろ 江副仁美   | 北山修一 本村晃一                                                         | 加藤寛崇          | 2014年 1月10日 |        |        |        |        |        |        |        |        |        |        |        |        |        |        |        |        |        |
| 1            | 地獄不思議発見                         | 後藤みどり | 鏑木ひろ          | 鏑木ひろ 江副仁美   | 北山修一 本村晃一                                                         | 加藤寛崇          | 2014年 1月10日 |        |        |        |        |        |        |        |        |        |        |        |        |        |        |        |        |        |
| 2            | 鬼とパンツとカニ                       | 後藤みどり | 長沼範裕          | 長沼範裕            | 幸田直子                                                                  | 加藤寛崇          | 1月17日        |        |        |        |        |        |        |        |        |        |        |        |        |        |        |        |        |        |
| 2            | 地獄の沙汰とあれやこれ                 | 後藤みどり | 長沼範裕          | 長沼範裕            | 幸田直子                                                                  | 加藤寛崇          | 1月17日        |        |        |        |        |        |        |        |        |        |        |        |        |        |        |        |        |        |
| 3            | 白澤                                   | 後藤みどり | 小島正幸          | 羽原久美子          | 岩岡優子                                                                  | 加藤寛崇          | 1月24日        |        |        |        |        |        |        |        |        |        |        |        |        |        |        |        |        |        |
| 3            | いかにして彼らの確執は生まれたか       | 後藤みどり | 小島正幸          | 羽原久美子          | 岩岡優子                                                                  | 加藤寛崇          | 1月24日        |        |        |        |        |        |        |        |        |        |        |        |        |        |        |        |        |        |
| 4            | 美男にもいろいろある                   | 後藤みどり | 矢萩利幸          | 江副仁美            | 本村晃一 荒尾英幸                                                         | 加藤寛崇          | 1月31日        |        |        |        |        |        |        |        |        |        |        |        |        |        |        |        |        |        |
| 4            | かちかぢごく                           | 後藤みどり | 矢萩利幸          | 江副仁美            | 本村晃一 荒尾英幸                                                         | 加藤寛崇          | 1月31日        |        |        |        |        |        |        |        |        |        |        |        |        |        |        |        |        |        |
| 5            | 龍虎の二重奏                           | 長沼範裕   | 長沼範裕          | 野木森達哉 長沼範裕 | 富田恵美 佐藤陽子 杉崎由佳                                                | 加藤寛崇          | 2月7日         |        |        |        |        |        |        |        |        |        |        |        |        |        |        |        |        |        |
| 5            | 精神的運動会                           | 長沼範裕   | 長沼範裕          | 野木森達哉 長沼範裕 | 富田恵美 佐藤陽子 杉崎由佳                                                | 加藤寛崇          | 2月7日         |        |        |        |        |        |        |        |        |        |        |        |        |        |        |        |        |        |
| 6            | 地獄アイドルピーチ・マキ               | 鏑木ひろ   | 忠村圭一郎        | 川久保圭史          | 松岡謙治                                                                  | 浅野恭司          | 2月14日        |        |        |        |        |        |        |        |        |        |        |        |        |        |        |        |        |        |
| 6            | 右腕のブルース                         | 鏑木ひろ   | 忠村圭一郎        | 川久保圭史          | 松岡謙治                                                                  | 浅野恭司          | 2月14日        |        |        |        |        |        |        |        |        |        |        |        |        |        |        |        |        |        |
| 7            | 男と女と衆合地獄                       | 長沼範裕   | 東野中 鏑木ひろ   | 川越崇弘            | 上野卓志 後藤孝宏 岩田景子 清水博明 島崎克実 菊田史子                     | 湯本佳典          | 2月21日        |        |        |        |        |        |        |        |        |        |        |        |        |        |        |        |        |        |
| 7            | 地獄式鍼灸術と浄玻璃鏡の使い方         | 長沼範裕   | 東野中 鏑木ひろ   | 川越崇弘            | 上野卓志 後藤孝宏 岩田景子 清水博明 島崎克実 菊田史子                     | 湯本佳典          | 2月21日        |        |        |        |        |        |        |        |        |        |        |        |        |        |        |        |        |        |
| 8            | えげつなき戦い                         | 鏑木ひろ   | 斎藤哲人          | 江副仁美            | 北山修一 関口亮輔 手塚響平 藤田正幸                                       | 加藤寛崇          | 2月28日        |        |        |        |        |        |        |        |        |        |        |        |        |        |        |        |        |        |
| 8            | 地獄三十六景                           | 鏑木ひろ   | 斎藤哲人          | 江副仁美            | 北山修一 関口亮輔 手塚響平 藤田正幸                                       | 加藤寛崇          | 2月28日        |        |        |        |        |        |        |        |        |        |        |        |        |        |        |        |        |        |
| 9            | 酒と女でダメになる究極の例             | 長沼範裕   | 向井雅浩 鏑木ひろ | 山田弘和            | 本村晃一 松岡謙治 北山修一                                                | 加藤寛崇          | 3月7日         |        |        |        |        |        |        |        |        |        |        |        |        |        |        |        |        |        |
| 9            | 溢れ返ってきたヨッパライ               | 長沼範裕   | 向井雅浩 鏑木ひろ | 山田弘和            | 本村晃一 松岡謙治 北山修一                                                | 加藤寛崇          | 3月7日         |        |        |        |        |        |        |        |        |        |        |        |        |        |        |        |        |        |
| 10           | 十王の晩餐                             | 鏑木ひろ   | 堀剛史            | 水本葉月            | 荒尾英幸                                                                  | 湯本佳典          | 3月14日        |        |        |        |        |        |        |        |        |        |        |        |        |        |        |        |        |        |
| 10           | ダイエットは地獄みたいなもの           | 鏑木ひろ   | 堀剛史            | 水本葉月            | 荒尾英幸                                                                  | 湯本佳典          | 3月14日        |        |        |        |        |        |        |        |        |        |        |        |        |        |        |        |        |        |
| 11           | 一寸だった法師                         | 長沼範裕   | 長沼範裕          | 長沼範裕            | 千葉崇明 山本祐子                                                         | 加藤寛崇          | 3月21日        |        |        |        |        |        |        |        |        |        |        |        |        |        |        |        |        |        |
| 11           | お山の泥沼姉妹                         | 長沼範裕   | 長沼範裕          | 長沼範裕            | 千葉崇明 山本祐子                                                         | 加藤寛崇          | 3月21日        |        |        |        |        |        |        |        |        |        |        |        |        |        |        |        |        |        |
| 12           | レディ・リリスとその夫                 | 鏑木ひろ   | 矢野雄一郎        | 野木森達哉 金森陽子 | 胡拓磨 藤田正幸 李相振                                                    | 湯本佳典          | 3月28日        |        |        |        |        |        |        |        |        |        |        |        |        |        |        |        |        |        |
| 12           | 中国現世に妖怪が広まった訳             | 鏑木ひろ   | 矢野雄一郎        | 野木森達哉 金森陽子 | 胡拓磨 藤田正幸 李相振                                                    | 湯本佳典          | 3月28日        |        |        |        |        |        |        |        |        |        |        |        |        |        |        |        |        |        |
| 13           | 盂蘭盆地獄祭                           | 後藤みどり | 鏑木ひろ          | 鏑木ひろ            | 北山修一 本村晃一 関口亮輔 佐藤誠之                                       | 加藤寛崇          | 4月4日         |        |        |        |        |        |        |        |        |        |        |        |        |        |        |        |        |        |
| 13           | 雑談閻魔大王                           | 後藤みどり | 鏑木ひろ          | 鏑木ひろ            | 北山修一 本村晃一 関口亮輔 佐藤誠之                                       | 加藤寛崇          | 4月4日         |        |        |        |        |        |        |        |        |        |        |        |        |        |        |        |        |        |
| 第弐期       |                                        |            |                   |                     |                                                                           |                   |                |        |        |        |        |        |        |        |        |        |        |        |        |        |        |        |        |        |
| 1            | 神代あの世革命                         | 後藤みどり | 米田和弘          | 安部祐二郞          | 浅井照人 伊藤智子 森本浩文 依田正彦                                       | 桜井正明          | 2017年 10月8日 |        |        |        |        |        |        |        |        |        |        |        |        |        |        |        |        |        |
| 1            | 恨みつらみあってこそ                   | 後藤みどり | 米田和弘          | 安部祐二郞          | 浅井照人 伊藤智子 森本浩文 依田正彦                                       | 桜井正明          | 2017年 10月8日 |        |        |        |        |        |        |        |        |        |        |        |        |        |        |        |        |        |
| 2            | 体験一日獄卒                           | 後藤みどり | 西村純二          | 江副仁美            | 簾畑由実                                                                  | 桜井正明          | 10月15日       |        |        |        |        |        |        |        |        |        |        |        |        |        |        |        |        |        |
| 2            | ワーカホリックと匠の境                 | 後藤みどり | 西村純二          | 江副仁美            | 簾畑由実                                                                  | 桜井正明          | 10月15日       |        |        |        |        |        |        |        |        |        |        |        |        |        |        |        |        |        |
| 3            | 瑞兆連盟                               | 後藤みどり | 鈴木行            | 牧野友映 久保太郎   | 三島かおり 中島美子                                                       | 桜井正明          | 10月22日       |        |        |        |        |        |        |        |        |        |        |        |        |        |        |        |        |        |
| 3            | エキセントリック不思議妖怪             | 後藤みどり | 鈴木行            | 牧野友映 久保太郎   | 三島かおり 中島美子                                                       | 桜井正明          | 10月22日       |        |        |        |        |        |        |        |        |        |        |        |        |        |        |        |        |        |
| 4            | 芥子ちゃん伝説                         | 後藤みどり | 横山広行          | 山地光人            | 伊藤智子 浅井昭人                                                         | 依田正彦          | 10月29日       |        |        |        |        |        |        |        |        |        |        |        |        |        |        |        |        |        |
| 4            | 蕪式百鬼夜行                           | 後藤みどり | 横山広行          | 山地光人            | 伊藤智子 浅井昭人                                                         | 依田正彦          | 10月29日       |        |        |        |        |        |        |        |        |        |        |        |        |        |        |        |        |        |
| 5            | 小野篁                                 | 後藤みどり | 安部祐二郎        | 安部祐二郎          | 森本浩文 中山由美 粟井重紀                                                | 桜井正明          | 11月5日        |        |        |        |        |        |        |        |        |        |        |        |        |        |        |        |        |        |
| 5            | 閻魔大王と逸話                         | 後藤みどり | 安部祐二郎        | 安部祐二郎          | 森本浩文 中山由美 粟井重紀                                                | 桜井正明          | 11月5日        |        |        |        |        |        |        |        |        |        |        |        |        |        |        |        |        |        |
| 6            | プリンセスサクヤのショータイム         | 後藤みどり | 江副仁美          | 江副仁美            | 安藤真喜 伊藤智子 中島美子                                                | 依田正彦          | 11月12日       |        |        |        |        |        |        |        |        |        |        |        |        |        |        |        |        |        |
| 6            | 賽の河原の攻防                         | 後藤みどり | 江副仁美          | 江副仁美            | 安藤真喜 伊藤智子 中島美子                                                | 依田正彦          | 11月12日       |        |        |        |        |        |        |        |        |        |        |        |        |        |        |        |        |        |
| 7            | あの頃君はトガッてた                   | 後藤みどり | 北村真咲          | 牧野友映            | 簾畑由実 森本浩文 浅井昭人 下地彩加                                       | 桜井正明          | 11月19日       |        |        |        |        |        |        |        |        |        |        |        |        |        |        |        |        |        |
| 7            | Dr.トリカブト                          | 後藤みどり | 北村真咲          | 牧野友映            | 簾畑由実 森本浩文 浅井昭人 下地彩加                                       | 桜井正明          | 11月19日       |        |        |        |        |        |        |        |        |        |        |        |        |        |        |        |        |        |
| 8            | 僵尸                                   | 後藤みどり | 斎藤哲人          | 安藤貴史            | 安藤真喜 中島美子 粟井重紀 伊藤智子 八代きみこ                            | 依田正彦          | 11月26日       |        |        |        |        |        |        |        |        |        |        |        |        |        |        |        |        |        |
| 9            | 地味庁                                 | 後藤みどり | 川瀬敏文          | 加藤顕 米田和弘     | 飯飼一幸 浅井昭人 臼井篤史 八代きみこ 下地彩加 簾畑由実 森本浩文          | 桜井正明          | 12月3日        |        |        |        |        |        |        |        |        |        |        |        |        |        |        |        |        |        |
| 9            | 八寒地獄                               | 後藤みどり | 川瀬敏文          | 加藤顕 米田和弘     | 飯飼一幸 浅井昭人 臼井篤史 八代きみこ 下地彩加 簾畑由実 森本浩文          | 桜井正明          | 12月3日        |        |        |        |        |        |        |        |        |        |        |        |        |        |        |        |        |        |
| 10           | 鬼灯加々知の冷徹                       | 後藤みどり | 北村真咲          | 浜尾繁光 米田和弘   | 伊藤智子 お祭似郎 森本浩文 吉田和香子 下地彩加 簾畑由実 中井恵巳 桜井正明 | 依田正彦          | 12月10日       |        |        |        |        |        |        |        |        |        |        |        |        |        |        |        |        |        |
| 10           | 必殺仕事鬼                             | 後藤みどり | 北村真咲          | 浜尾繁光 米田和弘   | 伊藤智子 お祭似郎 森本浩文 吉田和香子 下地彩加 簾畑由実 中井恵巳 桜井正明 | 依田正彦          | 12月10日       |        |        |        |        |        |        |        |        |        |        |        |        |        |        |        |        |        |
| 11           | 家族                                   | 後藤みどり | 横山広行 川瀬敏文 | 曽根利幸 牧野友映   | お祭似郎 森本浩文 浅井昭人 中島美子 飯飼一幸                              | 桜井正明          | 12月17日       |        |        |        |        |        |        |        |        |        |        |        |        |        |        |        |        |        |
| 11           | 地獄の犬                               | 後藤みどり | 横山広行 川瀬敏文 | 曽根利幸 牧野友映   | お祭似郎 森本浩文 浅井昭人 中島美子 飯飼一幸                              | 桜井正明          | 12月17日       |        |        |        |        |        |        |        |        |        |        |        |        |        |        |        |        |        |
| 12           | 五官王の第一補佐官                     | 後藤みどり | 石平信司          | 川奈可奈            | 村田憲泰 伊藤智子 是本晶 お祭似郎 中井恵巳 桜井正明 中村翠                | 依田正彦          | 12月24日       |        |        |        |        |        |        |        |        |        |        |        |        |        |        |        |        |        |
| 12           | 地獄温泉                               | 後藤みどり | 石平信司          | 川奈可奈            | 村田憲泰 伊藤智子 是本晶 お祭似郎 中井恵巳 桜井正明 中村翠                | 依田正彦          | 12月24日       |        |        |        |        |        |        |        |        |        |        |        |        |        |        |        |        |        |
| 13           | 地獄太夫                               | 後藤みどり | 斎藤哲人          | 安部祐二郞          | 簾畑由実 下地彩加 浅井昭人 森本浩文 伊藤智子                              | 桜井正明 依田正彦 | 12月31日       |        |        |        |        |        |        |        |        |        |        |        |        |        |        |        |        |        |
| 13           | 酒盛って休め                           | 後藤みどり | 斎藤哲人          | 安部祐二郞          | 簾畑由実 下地彩加 浅井昭人 森本浩文 伊藤智子                              | 桜井正明 依田正彦 | 12月31日       |        |        |        |        |        |        |        |        |        |        |        |        |        |        |        |        |        |
| 第弐期その弐 |                                        | 後藤みどり |                   |                     |                                                                           |                   |                |        |        |        |        |        |        |        |        |        |        |        |        |        |        |        |        |        |
| 14           | 閻魔庁の日々                           | 後藤みどり | 北村真咲          | 江副仁美            | 松尾真彦 伊藤智子                                                         | 依田正彦          | 2018年 4月8日  |        |        |        |        |        |        |        |        |        |        |        |        |        |        |        |        |        |
| 14           | 一汁三菜十肉                           | 後藤みどり | 北村真咲          | 江副仁美            | 松尾真彦 伊藤智子                                                         | 依田正彦          | 2018年 4月8日  |        |        |        |        |        |        |        |        |        |        |        |        |        |        |        |        |        |
| 15           | 魔女っ子とはなんぞや                   | 後藤みどり | 鈴木行            | 曽根利幸            | 簾畑由実 中島美子 森本浩文                                                | 木村友美          | 4月15日        |        |        |        |        |        |        |        |        |        |        |        |        |        |        |        |        |        |
| 15           | 洋装道楽                               | 後藤みどり | 鈴木行            | 曽根利幸            | 簾畑由実 中島美子 森本浩文                                                | 木村友美          | 4月15日        |        |        |        |        |        |        |        |        |        |        |        |        |        |        |        |        |        |
| 16           | お迎え課の荼吉尼                       | 後藤みどり | 石倉賢一          | 村山靖              | 下地彩加 藤田正幸 粟井重紀                                                | 松尾真彦          | 4月22日        |        |        |        |        |        |        |        |        |        |        |        |        |        |        |        |        |        |
| 16           | 草葉の陰                               | 後藤みどり | 石倉賢一          | 村山靖              | 下地彩加 藤田正幸 粟井重紀                                                | 松尾真彦          | 4月22日        |        |        |        |        |        |        |        |        |        |        |        |        |        |        |        |        |        |
| 17           | 妖怪に学んだ男と妖怪を使う女           | 後藤みどり | 北村真咲          | 上野壮大            | 白川茉莉 荒井美穂 浅井昭人                                                | 木村友美          | 4月29日        |        |        |        |        |        |        |        |        |        |        |        |        |        |        |        |        |        |
| 18           | 天邪鬼                                 | 後藤みどり | 上坪亮樹          | 山田晃              | 原田峰文                                                                  | 依田正彦          | 5月6日         |        |        |        |        |        |        |        |        |        |        |        |        |        |        |        |        |        |
| 18           | 帰れ鶴                                 | 後藤みどり | 上坪亮樹          | 山田晃              | 原田峰文                                                                  | 依田正彦          | 5月6日         |        |        |        |        |        |        |        |        |        |        |        |        |        |        |        |        |        |
| 19           | 瓢箪鯰                                 | 後藤みどり | 北村真咲          | 古賀一臣            | 平山寛菜 森本浩文 浦野達也                                                | 松尾真彦          | 5月13日        |        |        |        |        |        |        |        |        |        |        |        |        |        |        |        |        |        |
| 19           | 檎 働く                                | 後藤みどり | 北村真咲          | 古賀一臣            | 平山寛菜 森本浩文 浦野達也                                                | 松尾真彦          | 5月13日        |        |        |        |        |        |        |        |        |        |        |        |        |        |        |        |        |        |
| 20           | ゲーム                                 | 後藤みどり | 牧野友映 鈴木行   | 牧野友映            | 伊藤智子 桜井正明 簾畑由実                                                | 木村友美          | 5月20日        |        |        |        |        |        |        |        |        |        |        |        |        |        |        |        |        |        |
| 20           | 絡繰補佐官                             | 後藤みどり | 牧野友映 鈴木行   | 牧野友映            | 伊藤智子 桜井正明 簾畑由実                                                | 木村友美          | 5月20日        |        |        |        |        |        |        |        |        |        |        |        |        |        |        |        |        |        |
| 21           | 芥子という兎                           | 後藤みどり | 北村真咲          | 米田和弘 上野壮大   | 下地彩加 藤田正幸 神谷美也子 大河原晴男 お祭似郎                          | 依田正彦          | 5月27日        |        |        |        |        |        |        |        |        |        |        |        |        |        |        |        |        |        |
| 22           | 野干兄妹                               | 後藤みどり | 江副仁美          | 江副仁美            | 中島美子 藤田正幸 粟井重紀 松尾真彦                                       | 松尾真彦          | 6月3日         |        |        |        |        |        |        |        |        |        |        |        |        |        |        |        |        |        |
| 22           | シロの尻が大ピンチ                     | 後藤みどり | 江副仁美          | 江副仁美            | 中島美子 藤田正幸 粟井重紀 松尾真彦                                       | 松尾真彦          | 6月3日         |        |        |        |        |        |        |        |        |        |        |        |        |        |        |        |        |        |
| 23           | こんぽんてきに                         | 後藤みどり | 米田和弘 北村真咲 | 安藤貴史            | 浅井昭人 白川茉莉 吉田和香子 藤田正幸 御畑由美 吉開順子 森本浩文          | 木村友美          | 6月10日        |        |        |        |        |        |        |        |        |        |        |        |        |        |        |        |        |        |
| 23           | 異種格闘技戦                           | 後藤みどり | 米田和弘 北村真咲 | 安藤貴史            | 浅井昭人 白川茉莉 吉田和香子 藤田正幸 御畑由美 吉開順子 森本浩文          | 木村友美          | 6月10日        |        |        |        |        |        |        |        |        |        |        |        |        |        |        |        |        |        |
| 24           | 奪衣婆と懸衣翁                         | 後藤みどり | 北村真咲          | 曽根利幸 山田晃     | 原田峰文 上原史也                                                         | 岡真里子          | 6月17日        |        |        |        |        |        |        |        |        |        |        |        |        |        |        |        |        |        |
| 24           | お料理ミキちゃん                       | 後藤みどり | 北村真咲          | 曽根利幸 山田晃     | 原田峰文 上原史也                                                         | 岡真里子          | 6月17日        |        |        |        |        |        |        |        |        |        |        |        |        |        |        |        |        |        |
| 25           | 瘟鬼                                   | 後藤みどり | 上野壮大 鈴木行   | 上野壮大            | 伊藤智子 下地彩加 藤田正幸 浅井昭人 神谷美也子                            | 木村友美 松尾真彦 | 6月24日        |        |        |        |        |        |        |        |        |        |        |        |        |        |        |        |        |        |
| 25           | 動物は恩を忘れない                     | 後藤みどり | 上野壮大 鈴木行   | 上野壮大            | 伊藤智子 下地彩加 藤田正幸 浅井昭人 神谷美也子                            | 木村友美 松尾真彦 | 6月24日        |        |        |        |        |        |        |        |        |        |        |        |        |        |        |        |        |        |
| 26           | ポーカーなら無敵                       | 後藤みどり | 北村真咲          | 米田和弘            | お祭似郎 依田正彦                                                         | -                 | 7月1日         |        |        |        |        |        |        |        |        |        |        |        |        |        |        |        |        |        |
| 26           | 逝き先は地獄の方で宜しかったでしょうか | 後藤みどり | 北村真咲          | 米田和弘            | お祭似郎 依田正彦                                                         | -                 | 7月1日         |        |        |        |        |        |        |        |        |        |        |        |        |        |        |        |        |        |

| 話数   | サブタイトル                               | 脚本       | 絵コンテ          | 演出              | 作画監督                                     | 総作画監督 |        |        |        |        |        |        |        |        |        |        |        |        |        |        |        |        |        |        |
| その壱 | その壱                                     | その壱     | その壱            | その壱            | その壱                                       | その壱     | その壱 | その壱 | その壱 | その壱 | その壱 | その壱 | その壱 | その壱 | その壱 | その壱 | その壱 | その壱 | その壱 | その壱 | その壱 | その壱 | その壱 | その壱 |
| ------ | ------------------------------------------ | ---------- | ----------------- | ----------------- | -------------------------------------------- | ---------- | ------ | ------ | ------ | ------ | ------ | ------ | ------ | ------ | ------ | ------ | ------ | ------ | ------ | ------ | ------ | ------ | ------ | ------ |
| 1      | マニアと非マニアの温度差                   | 後藤みどり | 斎藤哲人          | 江副仁美          | 北山修一 本村晃一                            | 加藤寛崇   |        |        |        |        |        |        |        |        |        |        |        |        |        |        |        |        |        |        |
| 1      | コンコン野干 大判小判                      | 後藤みどり | 斎藤哲人          | 江副仁美          | 北山修一 本村晃一                            | 加藤寛崇   |        |        |        |        |        |        |        |        |        |        |        |        |        |        |        |        |        |        |
| 2      | 座敷童子攻略法                             | 後藤みどり | 長沼範裕          | 長沼範裕          | 湯本圭典 斉藤拓也                            | 加藤寛崇   |        |        |        |        |        |        |        |        |        |        |        |        |        |        |        |        |        |        |
| 2      | アイドル前線                               | 後藤みどり | 長沼範裕          | 長沼範裕          | 湯本圭典 斉藤拓也                            | 加藤寛崇   |        |        |        |        |        |        |        |        |        |        |        |        |        |        |        |        |        |        |
| 3      | 芸術は爆発か?                              | 後藤みどり | 鏑木ひろ 金森陽子 | 金森陽子          | 本村晃一 北山修一 田中直樹 小沢久美子        | 加藤寛崇   |        |        |        |        |        |        |        |        |        |        |        |        |        |        |        |        |        |        |
| 3      | 芸術は爆発でした                           | 後藤みどり | 鏑木ひろ 金森陽子 | 金森陽子          | 本村晃一 北山修一 田中直樹 小沢久美子        | 加藤寛崇   |        |        |        |        |        |        |        |        |        |        |        |        |        |        |        |        |        |        |
| その弐 |                                            |            |                   |                   |                                              |            |        |        |        |        |        |        |        |        |        |        |        |        |        |        |        |        |        |        |
| 4      | 花咲前線                                   | 後藤みどり | 米田和弘          | 村田尚樹 牧野友映 | 松岡譲治 細田沙織 吉田美和 飯田遥 野口莉英子 | お祭似郎   |        |        |        |        |        |        |        |        |        |        |        |        |        |        |        |        |        |        |
| 4      | 三者三様の男                               | 後藤みどり | 米田和弘          | 村田尚樹 牧野友映 | 松岡譲治 細田沙織 吉田美和 飯田遥 野口莉英子 | お祭似郎   |        |        |        |        |        |        |        |        |        |        |        |        |        |        |        |        |        |        |
| その参 |                                            |            |                   |                   |                                              |            |        |        |        |        |        |        |        |        |        |        |        |        |        |        |        |        |        |        |
| 5      | 閻魔帳と竜宮城                             | 後藤みどり | 米田和弘          | 米田和弘          | 今岡律之 日高真由美                          | 今岡律之   |        |        |        |        |        |        |        |        |        |        |        |        |        |        |        |        |        |        |
| 5      | 十八番がないと辛いアレ                     | 後藤みどり | 米田和弘          | 米田和弘          | 今岡律之 日高真由美                          | 今岡律之   |        |        |        |        |        |        |        |        |        |        |        |        |        |        |        |        |        |        |
| 6      | けっこう毛だらけ猫灰だらけ                 | 後藤みどり | 米田和弘          | 安藤貴史          | 浦野達也 日高真由美                          | 今岡律之   |        |        |        |        |        |        |        |        |        |        |        |        |        |        |        |        |        |        |
| 6      | よきにはからえ                             | 後藤みどり | 米田和弘          | 安藤貴史          | 浦野達也 日高真由美                          | 今岡律之   |        |        |        |        |        |        |        |        |        |        |        |        |        |        |        |        |        |        |
| 7      | 要は毒                                     | 後藤みどり | 北村真咲          | 古賀一臣          | 塚本歩 日高真由美 福永智子 茂木海渡          | 今岡律之   |        |        |        |        |        |        |        |        |        |        |        |        |        |        |        |        |        |        |
| 7      | 呪いから生まれた怪物たちによる呪いモノ講座 | 後藤みどり | 北村真咲          | 古賀一臣          | 塚本歩 日高真由美 福永智子 茂木海渡          | 今岡律之   |        |        |        |        |        |        |        |        |        |        |        |        |        |        |        |        |        |        |

### 放送局

#### 日本国内
| 放送期間               | 放送時間                     | 放送局    | 対象地域   | 備考                                         |
| ---------------------- | ---------------------------- | --------- | ---------- | -------------------------------------------- |
| 2014年1月10日 - 4月4日 | 金曜 1:35 - 2:05（木曜深夜） | 毎日放送  | 近畿広域圏 | 製作局 / 字幕・データ放送                    |
| 2014年1月11日 - 4月5日 | 土曜 1:55 - 2:05（金曜深夜） | TBSテレビ | 関東広域圏 | 字幕・データ放送                             |
|                        | 土曜 2:35 - 3:05（金曜深夜） | CBCテレビ | 中京広域圏 | データ放送 / 2014年3月31日までは中部日本放送 |
| 2014年1月12日 - 4月6日 | 日曜 0:00 - 0:30（土曜深夜） | BS-TBS    | 日本全域   | BS放送                                       |

| 配信期間               | 配信時間           | 配信サイト                       |
| ---------------------- | ------------------ | -------------------------------- |
| 2014年1月12日 - 4月7日 | 日曜 12:00 更新    | バンダイチャンネル               |
| 2014年1月13日 - 4月8日 | 月曜 12:00 更新    | dアニメストア / ビデオマーケット |
|                        | 月曜 12:00 - 12:30 | ニコニコ生放送                   |
|                        | 月曜 12:30 更新    | ニコニコチャンネル               |
| 2014年1月14日 - 4月9日 | 火曜 12:00 更新    | 楽天ShowTime                     |

| 放送期間                     | 放送時間                     | 放送局     | 対象地域 | 備考                      |
| ---------------------------- | ---------------------------- | ---------- | -------- | ------------------------- |
| 2017年10月8日 - 12月31日     | 日曜 1:00 - 1:30（土曜深夜） | TOKYO MX   | 東京都   |                           |
|                              |                              | サンテレビ | 兵庫県   |                           |
|                              |                              | BS11       | 日本全域 | BS放送 / 『ANIME+』枠     |
|                              | 日曜 1:30 - 2:00（土曜深夜） | KBS京都    | 京都府   |                           |
| 2017年10月9日 - 2018年1月1日 | 月曜 22:30 - 23:00           | AT-X       | 日本全域 | CS放送 / リピート放送あり |

| 放送期間                      | 放送時間                     | 放送局 |
| ----------------------------- | ---------------------------- | --- |
| 2017年10月8日 - 12月31日      | 日曜 1:00 - 1:30（土曜深夜） | AbemaTV |
| 2017年10月10日 - 2018年1月2日 | 火曜 12:00 更新              | dアニメストア/amazonプライムビデオ/hulu/RAKUTEN TV/U-NEXT/SOFTBANKアニメ放題/ふらっと動画/dアニメストア/ニコニコチャンネル/バンダイチャンネル/dTV/ビデオマーケット/GYAO!/ |
|                               | 火曜22:00 - 22:30            | ニコニコ生放送 |

| 放送期間              | 放送時間                     | 放送局     | 対象地域 | 備考                      |
| --------------------- | ---------------------------- | ---------- | -------- | ------------------------- |
| 2018年4月8日 - 7月1日 | 日曜 1:00 - 1:30（土曜深夜） | TOKYO MX   | 東京都   |                           |
|                       |                              | サンテレビ | 兵庫県   |                           |
|                       |                              | BS11       | 日本全域 | BS放送 / 『ANIME+』枠     |
|                       |                              | KBS京都    | 京都府   |                           |
| 2018年4月9日 - 7月2日 | 月曜 22:30 - 23:00           | AT-X       | 日本全域 | CS放送 / リピート放送あり |

| 放送期間              | 放送時間                     | 放送局  | 備考             |
| --------------------- | ---------------------------- | ------- | ---------------- |
| 2018年4月8日 - 7月1日 | 日曜 1:00 - 1:30（土曜深夜） | AbemaTV | リピート配信あり |

#### 日本国外
| 放送期間               | 放送時間           | 放送局  | 放送国・地域 | 備考           |
| ---------------------- | ------------------ | ------- | ------------ | -------------- |
| 2014年1月13日 - 4月8日 | 月曜 22:00 - 22:30 | ANIPLUS | 韓国         | 韓国語字幕あり |

### BD / DVD
| 巻 | 発売日        | 収録話          | 規格品番   | 規格品番   | 規格品番   | 規格品番   |
| 巻 | 発売日        | 収録話          | BD Aver.   | BD Bver.   | DVD Aver.  | DVD Bver.  |
| -- | ------------- | --------------- | ---------- | ---------- | ---------- | ---------- |
| 1  | 2014年4月9日  | 第1話 - 第2話   | KIXA-90402 | KIXA-90408 | KIBA-92103 | KIBA-92109 |
| 2  | 2014年4月9日  | 第3話 - 第4話   | KIXA-90403 | KIXA-90409 | KIBA-92104 | KIBA-92110 |
| 3  | 2014年5月14日 | 第5話 - 第6話   | KIXA-90404 | KIXA-90410 | KIBA-92105 | KIBA-92111 |
| 4  | 2014年6月11日 | 第7話 - 第8話   | KIXA-90405 | KIXA-90411 | KIBA-92106 | KIBA-92112 |
| 5  | 2014年7月9日  | 第9話 - 第10話  | KIXA-90406 | KIXA-90412 | KIBA-92107 | KIBA-92113 |
| 6  | 2014年8月13日 | 第11話 - 第13話 | KIXA-90407 | KIXA-90413 | KIBA-92108 | KIBA-92114 |

| 巻 | 発売日        | 収録話         | 規格品番      | 規格品番      |
| 巻 | 発売日        | 収録話         | BD            | DVD           |
| -- | ------------- | -------------- | ------------- | ------------- |
| 上 | 2018年1月17日 | 第1話 - 第6話  | KIZX-90325〜7 | KIZB-90260〜3 |
| 下 | 2018年3月14日 | 第7話 - 第13話 | KIZX-90328〜9 | KIZB-90264〜6 |

| 巻 | 発売日        | 収録話          | 規格品番      | 規格品番       |
| 巻 | 発売日        | 収録話          | BD            | DVD            |
| -- | ------------- | --------------- | ------------- | -------------- |
| 上 | 2018年7月18日 | 第14話 - 第19話 | KIZX-90358〜9 | KIZB-90269〜71 |
| 下 | 2018年9月19日 | 第20話 - 第26話 | KIZX-90360〜1 | KIZB-90272〜4  |

第1巻と第2巻は、TSUTAYAオンライン・アニメストアの2014年4月の売上ランキングでそれぞれ第1位と第2位を記録した。

## Webラジオ
アニメイトタイムズ（旧アニメイトTV）にて配信。パーソナリティは鬼灯役の安元洋貴。
第壱期のラジオ『「鬼灯の冷徹」ウェブラジオ『ひとにきびしく』』は2013年12月から2014年4月6日まで、第弐期のラジオ『「鬼灯の冷徹」第弐期WEBラジオ もっとひとにきびしく』は2017年9月15日から同年12月30日まで配信されていた。また、2018年3月16日から7月1日まで『「鬼灯の冷徹」第弐期WEBラジオ もっとひとにきびしく その弐』が配信された。
ウェブラジオ『ひとにきびしく』ゲスト
- 特番 - 松山鷹志（ルリオ役）、サイトウ "JxJx" ジュン（サウンドプロデューサー）
- 第1回・第2回 - 長嶝高士（閻魔大王 役）、小林由美子（シロ 役）
- 第3回・第4回 - 津田健次郎（夜叉一 役）、横山智佐（クッキー 役）
- 第5回 - 梶裕貴（源義経 役）
- 第6回 - 遊佐浩二（白澤 役）
- 第7回 - 柿原徹也（唐瓜 役）、青山桐子（茄子 役）
- 第8回 - 上坂すみれ（ピーチ・マキ 役）、杉山紀彰（小判 役）
- 第9回 - 平川大輔（桃太郎 役）、遊佐浩二
- 第10回 - 種﨑敦美（芥子 役）
- 第11回 - 小西克幸（ベルゼブブ 役）
- 第12回 - 小林由美子、後藤ヒロキ（柿助 役）、松山鷹志、津田健次郎
- 第13回 - 長嶝高士、小林由美子

第弐期WEBラジオ もっとひとにきびしく
- 第1回 - 長嶝高士
- 第2回 - 平川大輔
- 第3回 - 遊佐浩二
- 第4回 - 喜多村英梨（お香 役）、青山桐子
- 第5回 - 上坂すみれ、諏訪彩花（ミキ 役）
- 第6回 - 佐藤聡美（一子 役）、小倉唯（二子 役）
- 第7回 - 山口勝平（春一 役）
- 第8回・第9回 - 小林由美子、後藤ヒロキ、松山鷹志

第弐期WEBラジオ もっとひとにきびしく その弐
- 第10回 - 細谷佳正（檎 役）
- 第11回 - 種﨑敦美
- 第12回 - 長嶝高士
- 第13回 - 鳥海浩輔（烏頭 役）、水島大宙（蓬 役）
- 第14回 - 遊佐浩二
- 第15回 - 手塚ヒロミチ、長谷川芳明
- 第16回・第17回 - 小林由美子、後藤ヒロキ、松山鷹志
- 第18回 - 上坂すみれ

## 体感型ゲーム
体感型脱出ゲーム 鬼灯の冷徹 地獄からの脱出inジョイポリス
謎作成はPKシアター。東京ジョイポリスを会場に、2015年5月23日〜7月5日にかけて開催された。
体感型脱出ゲーム 鬼灯の冷徹 現世からの脱出
謎作成はPKシアター。東京タワーを会場に、2016年5月29日〜7月3日にかけて開催された。TWIN21を会場に、2016年7月2日〜8月7日にかけて開催された。
鬼灯の冷徹×リアル謎解きゲーム ニジゲンノモリ地獄巡りツアー 獄卒新規採用試験篇
謎作成はNAZO×NAZO劇団。ニジゲンノモリを会場に、2019年4月27日から2019年7月26日にかけて開催された。
鬼灯の冷徹×リアル謎解きゲーム 生前地獄巡り周遊脱出篇
謎作成はNAZO×NAZO劇団。ニジゲンノモリを会場に、2019年4月27日〜7月28日にかけて開催された。
体感型脱出ゲーム 鬼灯の冷徹 人間からの脱出
謎作成はPKシアター。東京ジョイポリスを会場に、2019年9月14日〜10月19日にかけて開催された。

## アトラクション
鬼灯の冷徹〜立体音響異聞〜
2019年7月25日より東京ジョイポリスにて登場した3Dサウンドアトラクション。立体音響技術と演出装置の相乗効果を楽しめる。
2020年6月9日正式終了（会場は、2019新型コロナウイルスの影響で2020年3月2日から6月12日まで臨時休館したので、プレイできた期間はその分短い）。

## スマートフォンゲーム
鬼灯の冷徹〜地獄のパズルも君次第〜
iOS/Android用アプリゲームとして、タイトーより2019年6月13日に配信開始。バブルシューティングをプレイして、原作者完全監修のゲームオリジナルストーリーを展開。基本プレイ無料のアイテム課金制。